# 第五青函丸
第五青函丸（だいごせいかんまる）は、運輸通信省鉄道総局 青函航路の鉄道連絡船で、太平洋戦争開戦後の著しい船腹不足による北海道産石炭輸送の海運から鉄道への転移に対応するため建造された鉄道車両航送専用の車両渡船であった。
太平洋戦争開戦時建造中であった第四青函丸を原型とし、工期短縮と使用鋼材節減のため徹底した簡易船型と統一規格材料を採用したW型戦時標準船（第五青函丸型）の第1船で、以後、第五青函丸を含め、同型船が連番で第十二青函丸まで8隻建造された。うち、第五・第九・第十青函丸は戦時中の事故や空襲で、第十一青函丸は洞爺丸台風で失われた。
また派生形のH型戦時標準船1隻と、終戦後はW型・H型の平時型各2隻ずつが追加建造された。戦後は旅客設備の造設と撤去、船質改善のため度重なる改修工事に明け暮れた。
ここでは第五青函丸型8隻について記述する。

## W型戦時標準船建造までの経緯

### 海運貨物の陸運転移
1937年（昭和12年）7月の日中戦争勃発以降は、内航船の対中国大陸航路への転用等による国内沿岸航路の船腹不足が進み、沿岸航路で輸送していた貨物は並行する陸運へ転移した。これを「海運貨物の陸運転移」というが、当時この分野の陸運はほとんど鉄道であった。鉄道連絡船航路として鉄道網の一部を構成する青函航路にもこの時期陸運転移は波及し、同航路の貨物輸送量は1936年 （昭和11年）度の109万7134トンから1940年（昭和15年）度の213万1500トンへと倍増していた。しかし、この間の車両渡船の増強は、1939年（昭和14年）11月就航の第三青函丸1隻にすぎなかった。1941年（昭和16年）夏には国内炭運搬船不足から、北海道や九州からの石炭積出しが滞り、港頭や山元に大量の石炭が山積みされる事態となり、鉄道省は関釜連絡船の貨物船新羅丸を7月10日から9月30日まで本輪西 - 塩釜間に運航した。1941年（昭和16年）12月8日の太平洋戦争開戦後は、さらに多くの船が南方占領地から内地への資源輸送に振り向けられ、沿岸航路の船腹不足は一層深刻さを増した。そのうえ1941年（昭和16年）11月20日には、浮流機雷の津軽海峡への流入もあり、以後半年間は12往復中、夜間便5往復の休航を余儀なくされ、翌1942年（昭和17年）2月には14万トンもの滞貨が積み上がってしまった。このため、1941年（昭和16年）12月8日から1942年（昭和17年）2月28日まで新羅丸の助勤を受け、1942年（昭和17年）2月15日からは、青函間での機帆船を用いた鉄道貨物一貫輸送を開始し、滞貨解消に努めた。機帆船輸送はその後も増加する石炭輸送の一手段として拡大増強され、青森、函館両港でも機帆船岸壁ならびに船車連絡設備の整備が推進された。
平時、北海道炭の本州方面への移出は、内陸部に位置する主力の石狩炭田では、山元から100kmあるいはそれ以上離れた小樽港、室蘭港まで鉄道で長距離輸送し、以後大型内航船で消費地へ運んでいた。これは石炭のような不急の重量低価品は鉄道運賃が船舶運賃より相対的にかなり高く、鉄道輸送距離を可及的に短縮する必要があったからで、海運貨物の陸運転移が相当進んでいた1941年（昭和16年）度でも、青函航路の石炭輸送量は年間1万3000トンと北海道炭総移出量732万9000トン、青函航路上り貨物輸送量114万9782トン、と比べても極めて少量であった。
しかし太平洋戦争開戦以降の深刻な船腹不足は、大量の石炭海上輸送を否応なく陸運へ転移させざるを得なくした。道内産炭地から最大消費地京浜工業地帯への鉄道輸送ルートは、北海道側が室蘭本線 函館本線経由函館まで、本州側は青森から長町、水戸経由田端に至る東北本線 常磐線ルート、ならびに青森から秋田、長岡、高崎経由の日本海縦貫線 上越線ルートで、青函航路はこれら両岸の鉄道をつなぐ重要な位置を占めてはいたが、上記の通り当時石炭輸送はほとんど行われていなかったにもかかわらず、既に輸送余力のない状況であった。 
このため鉄道省は1942年（昭和17年）春、石炭輸送の陸運転移に伴う青函航路の石炭輸送量を1943年（昭和18年）10月には年間130万トン、1944年（昭和19年）10月には250万トンに達すると予測し、車両渡船1隻で年間45万トン輸送できるものとして建造中の第四青函丸を含む車両渡船4隻の早期建造を海軍艦政本部に要請した。
鉄道も、当時これらのルートの大部分は単線で、線路容量増大のため、多くの信号場が建設中で、複線化工事を急いでいた区間もあった。青函航路においても、函館港では1941年（昭和16年）4月から、青森港では 1940年（昭和15年）11月から、車両渡船用岸壁増設工事が進められており、函館港有川埠頭の函館第3第4岸壁が1944年（昭和19年）1月3日と11月17日から使用開始され、青森第3岸壁は1944年（昭和19年）5月1日から昼間のみ使用開始（7月20日より昼夜使用）された。さらに、有川埠頭では引き続き函館第4岸壁の裏側に右舷着けの第5岸壁の工事が進められ、青森側でも1943年（昭和18年）12月からは夏泊半島東側の小湊に突堤の両側使用となる2岸壁の建設工事が進められた。これら両港の岸壁増設工事と並行して、航送貨車中継施設増強工事も行われ、函館側では五稜郭操車場新設工事が1942年（昭和17年）4月に着工され、1944年（昭和19年）9月に完成し、既設の青森操車場も1940年（昭和15年）から拡張工事が進められ、1944年（昭和19年）2月に竣工していた。

### 戦時造船計画
日中戦争勃発以降の船腹不足による造船需要増大に対応するため、造船資材の逼迫緩和、建造能率の向上、船価の引き下げなどを目指し、標準船建造が各方面から要望され、1939年（昭和14年）3月、船舶改善協会が標準船型6種を不定期貨物船の標準船型に選定し、同年4月、逓信省がこれらを標準船型と決定した。さらに同年9月には、翌1940年（昭和15年）4月以降着工となる長さ50m以上の鋼船建造を逓信省の承認制とし、不定期貨物船建造ではこの標準船が優先承認された。さらに1940年（昭和15年）2月には1938年（昭和13年）4月公布の国家総動員法に基づく海運統制令により建造は許可制となり、さらに同年8月からは長さ50m以上の船舶の修理にも逓信大臣の許可が必要となり、10月からは建造許可制の範囲が長さ15m以上にまで拡大され、政府の造船統制は着々と強化されて行った。
太平洋戦争開戦当時、民間造船所では商船だけでなく艦艇建造も増加し、全体の約30%を占めるまでになり、しかも艦艇建造が優先され商船建造は遅れがちであった。この調整を図るため、1941年（昭和16年）12月23日の閣議決定と、それに基づく1942年（昭和17年）2月5日公布の勅令第68号「造船事務に関する所管等の戦時特例に関する件」により、従来は逓信大臣の職権であった①「船舶用主要資材の需給調整」 ②「海軍管理工場における造船及び船舶修繕に関する監督」の2項目を戦時中に限り海軍大臣へ移管し、海軍大臣の一元的管理のもと、艦艇と商船、双方の建造を一体として実施することとした。これらの実務は海軍省令第7号により「長さ50m以上の鋼船の主要資材の需給調整」と「海軍管理工場における造船修繕監督権行使 - これによる艦艇工事との競合調整」を海軍大臣直属の海軍艦政本部が、上記以外の船舶については引き続き逓信省外局の海務院が海軍大臣指揮下で担当した。
このように造船事業の管理権の一部を1941年（昭和16年）末には実質的に所管していた海軍艦政本部であったが、計画造船を全面的に推進するにはこの程度の管理権では不十分であると感じた。このため鋼船造船事業の管理主体を海軍に移し、海軍の力で造船に対する全面的国家統制と推進を行うこととし、1942年（昭和17年）7月29日、先の勅令第68号を改正した勅令第619号「昭和17年勅令第68号造船事務に関する所管等の戦時特例に関する件改正の件」を公布し、長さ50m以上の鋼船の造船、修繕、検査の監督事務の大部分と、長さ50m未満の船舶の主要資材需給も海軍の所管とし、海軍艦政本部がこれらの実務を担当することとした。
逓信省により1941年（昭和16年）12月に立案されていた戦時造船計画「第1次線表」は、このように造船事業管理権の一部を引継いだ海軍艦政本部により「改1線表」「改2線表」「改3線表」と改訂を重ね、1942年（昭和17年）4月「改4線表」として公表された。これが国家的に承認された最初の具体的な戦時造船計画であった。この「線表」とは工場ごとの建造日程の予定を線にしてカレンダーに書き込んだ図表で、海軍ではこれを「線表」と呼び、具体的な建造予定表の通称として広く用いていた。
「改4線表」に沿った商船大量建造のため、新規建造は海軍艦政本部選定の10種類の戦時標準船に限定され、それ以外の特殊目的の船は政府が認めたもののみ、その規格も政府が決める、とされた。しかしこの10種類の戦時標準船は、戦後の使用も考慮し、粗製乱造を避ける旨うたわれ、うち貨物船6種類は船舶改善協会が1939年（昭和14年）3月に不定期貨物船用に選定した標準船（「戦時標準船」の出現後は「平時標準船」と呼ばれた）で、残る鉱石船1種類と油槽船3種類も当時建造中の適当な型を一部簡易化した程度であったが、いずれも工事簡易化のため材料規格の統一や補機部品の標準化が行われていた。しかし、当時各造船所の船台は建造船とその予約で満杯のため、いきなり戦時標準船建造には着手できず、これに先立つ1942年（昭和17年）初頭、戦時標準船への移行促進のため、当時未起工あるいは工事準備の進んでいなかった標準船以外の船舶、ならびに重要度が低いと見なされた船舶の建造は打ち切りが行われたが、1941年（昭和16年）8月6日起工で、当時建造中であった第四青函丸の工事は継続された。
鉄道省から、この時期に出された上記の第四青函丸を含む青函航路向け車両渡船4隻の建造要請に対して、海軍艦政本部は、10種類の戦時標準船に該当しないうえ、速力15.5ノットも出せるのに特定の航路にしか使えず、船の大きさの割に積載能力の小さい車両渡船の建造など論外、小型機帆船を多数建造し、荷役港湾も分散して戦災リスクを分散すべし、と主張し、これを却下した。これに対し、鉄道省は、1,900総トンで速力10ノットの一般型貨物船のD型戦時標準船就航と車両渡船就航との比較検討を行い、片道数時間以内の鉄道連絡船航路における、車両渡船の圧倒的な荷役時間の短さと、それによる、船と岸壁の稼働率の高さを示して、貨車航送の優位性を海軍艦政本部に訴えたが、受け入れられず、しばし膠着状態となった。
1942年（昭和17年）6月のミッドウェイ海戦敗北を転機に、以後、日本商船の戦損は急増し、海運輸送力はさらに逼迫、従来からその多くを内航海運に頼っていた国内炭輸送は危機的状況に陥った。ここに至って、ようやく鉄道省の説得工作が功を奏したのか、政府は1942年（昭和17年）10月6日の閣議で、「戦時陸運の非常体制確立に関する件」を決定した。この中には“石炭など重要物資の海上輸送を陸上輸送に転移させる。北海道炭輸送については、青函間貨車航送力を最大限度に活用するほか、現に建造計画中の貨車航送船4隻を急速に竣工させる。”さらに“青函間貨車航送は真に必要隻数を建造増加させ、かつこれに要する海陸連絡設備の急速整備を行う”と、5隻目以降の建造と岸壁増設推進の文言も盛り込まれていた。
この時期、太平洋戦争開戦前に起工し、建造を続行していた船舶は「続行船」と呼ばれ、前述1942年（昭和17年）初頭の「続行船」切り捨てを免れ、なお建造中であった「続行船」224隻（71万総トン）中、37隻（8万1000総トン）が同年10月、戦時標準船建造への移行の障害となる、として切り捨てられたが、ようやく石炭輸送の鉄道転移が理解され、第四青函丸建造は継続された。
しかし船舶喪失量は1942年（昭和17年）10月以降、月間10～20万総トンに急増し、対する当時の月間建造量は2～3万総トン程度に留まり、従来の10種類の海軍艦政本部指定戦時標準船（第1次戦時標準船）では簡易化不十分で大量建造に適さず、喪失船舶の補充困難は明白となった。このため、建造中の「続行船」ならびに第1次戦時標準船では、二重底の廃止や隔壁、第二甲板の一部廃止、諸室艤装の簡易化などの設計変更が行われた。
この喪失船舶急増に対応して1942年（昭和17年）12月に公表された戦時造船計画「改5線表」では、当座は上記の第1次戦時標準船の簡易化設計変更で対応せざるを得ないが、船型の簡易化なくして大幅な工事簡易化は達成できないとし、二次曲面を避けた簡易船型を開発するとともに、耐用年数や運航性能、安全性を軽視してまで、使用鋼材節減と工数減少による工期短縮を行い、「船体3年、エンジン1年」と言われた第2次戦時標準船建造への移行が示された。この「改5線表」で、第四青函丸の建造続行と、第四青函丸をこの第2次戦時標準船に準じ、徹底的に簡易化した車両渡船1隻（第五青函丸）の新規建造がようやく承認され、その竣工予定は1943年（昭和18年）度末とされた。この第五青函丸型は「雑種船」と分類されながらも、戦時標準型車両渡船として、WAGON（貨車）の頭文字をとって、W型戦時標準船の名が与えられ、造船所建造符号として建造順にW1、W2・・と呼称された。
1943年（昭和18年）3月には、第2次戦時標準船建造を盛り込んだ「改6線表」が公表されたが、この計画で前年10月6日の閣議決定以来積み残されていた残り2隻（W2（第六青函丸）、W3（第七青函丸））の建造が承認された。これら2隻の竣工予定は1944年（昭和19年）度とされた。
1944年（昭和19年）3月30日の大本営政府連絡会議で、3隻（W4（第八青函丸）、W5（第九青函丸）、W6（第十青函丸））の建造と、さらに2隻の追加建造を検討中との報告が海軍省からあり、この前年の1943年（昭和18年）12月公表の「改7線表」に、これら3隻も盛り込まれ、1944年（昭和19年）度竣工予定としてW型4隻と記載された。この4隻とは、1944年（昭和19年）度竣工予定船のうち、W2（第六青函丸）が1943年（昭和18年）度内の1944年（昭和19年）3月7日竣工済みのため、W3（第七青函丸）からW6（第十青函丸）までの4隻を指す。なお、1944年（昭和19年）1月から青森、函館両港の岸壁増設や操車場工事が順次竣工しつつあり、このときから、函館本線と東北本線が飽和するまで車両渡船を建造する、とされた。
1944年（昭和19年）4月の「改8線表」では、この検討中の2隻が4隻（W7（第十一青函丸）、W8（第十二青函丸）、W9（第十三青函丸）、W10（第十四青函丸））に増やされて建造が承認され、うちW8（第十二青函丸）までの6隻が1944年（昭和19年）度竣工予定とされた。
1944年（昭和19年）6月にはさらに1隻（W11（第十五青函丸））の建造が承認され、これをもって函館本線と東北本線が飽和する隻数に達したとされた。このとき同時に博多と釜山を結ぶ博釜航路用車両渡船として、H型戦時標準船4隻の建造も承認されている。
しかし1944年（昭和19年）9月の「改9線表」では、資材確保困難から、1944年（昭和19年）度竣工はW6（第十青函丸）までと同年3月時点の計画に戻し、W7（第十一青函丸）、W8（第十二青函丸）の2隻は1945年（昭和20年）度へ持ち越すと決定され、1944年（昭和19年）11月公表の「改10線表」には、1945年（昭和20年）度竣工予定としてW型5隻（W7（第十一青函丸）、W8（第十二青函丸）、W9（第十三青函丸）、W10（第十四青函丸）、W11（第十五青函丸））、H型7隻と記載された。しかしその後のさらなる戦況の悪化により、W6（第十青函丸）までは戦時中に竣工できたが、W7（第十一青函丸）とW8（第十二青函丸）は建造中の浦賀船渠で終戦を迎え、H型もH1（石狩丸（初代））が三菱重工横浜造船所で建造中終戦を迎えた。それ以降のW型H型は着工には至らなかった。
しかし終戦約1年後の1946年（昭和21年）7月に至り、W型およびH型戦時標準船の基本設計を引き継ぎながら、二重底復活やボイラー6缶への増強などの改良を施した、W9（北見丸）とW10（日高丸（初代））のW型2隻と、H2（十勝丸（初代））とH3（渡島丸（初代））のH型2隻の建造がGHQに承認され、4隻とも1948年（昭和23年）に竣工している。
国鉄部内では、W型戦時標準船にこれら戦後新造のW型2隻も加え「青函型船」または「W型船」と呼び、石狩丸（初代）、十勝丸（初代）、渡島丸（初代）の3隻を「石狩型船」または「H型船」と呼んで分類する場合もあった。またボイラー6缶、煙突4本の車両渡船という括りで戦後建造された北見丸、日高丸（初代）、十勝丸（初代）、渡島丸（初代）の4隻を北見丸型と呼ぶこともあったが、H型はW型より車両積載数がワム換算2両少なく、これを明確にするため、北見丸、日高丸（初代）を北見丸型、十勝丸（初代）、渡島丸（初代）を十勝丸型と分類することもあった。この分類の曖昧さは、これら各船の多くが後述する大きな改修工事を重ね、属するグループが時期により異なったためと推察される。

### 新羅丸、傭船、機帆船による輸送力不足補完
青函航路では1942年（昭和17年）2月15日から、陸運転移による貨物増加と浮流機雷流入による貨車航送能力不足補完のため、機帆船を用いた鉄道貨物一貫輸送を始めたことは既に述べたが、新羅丸が2月28日助勤を終了し下関へ戻った後、5月10日より7月31日まで北日本汽船の温州丸（697トン）を傭船し、5月20日から7月31日まで、新羅丸を再度青函航路で運航させ、その途中の6月10日付で青函航路へ転属させた。その後の新羅丸は、8月中は関釜航路で助勤し、9月には神戸 - 釜山間で運航した後、青函航路へ戻った。11月4日から翌1943年（昭和18年）1月7日まで、この時期は北海道産農産物の本州向け輸送が増える秋冬繁忙期であるが、浦河丸、第五日高丸、幸丸の小型貨物船も傭船して増加した貨物輸送をさばいた。
なお、新羅丸は1943年（昭和18年）には3月から4月に関釜航路助勤、1944年（昭和19年）は3月から4月にかけ大湊 - 択捉島単冠湾間の兵員輸送、6月から9月には大泊 - 新潟間の自動車燃料輸送を行い、さらに1945年（昭和20年）1月には函館 - 新潟間で運航され、4月には関釜航路助勤のまま4月20日付で関釜航路に転属し、尾道での入渠後5月25日関門海峡東口で機雷に触れ沈没してしまった。
青函間の機帆船による輸送実績は石炭輸送開始前の1942年（昭和17年）度は4万998トンで、翌1943年（昭和18年）度から機帆船による石炭輸送が開始され、石炭輸送実績31万1477トン、石炭以外の輸送実績は14万8907トンであった。この年度は直前の3月から第四青函丸の就航により石炭列車航送が開始され、年明け1月からW1（第五青函丸）も就航し、同年度の石炭航送実績は61万2711トン（青函間上り貨物輸送実績は201万1079トン）であった。機帆船は車両渡船半隻分以上の石炭輸送を行い、車両渡船建造遅れを補っていたことになる。

## W型戦時標準船　建造から終戦まで
W型戦時標準船は、その原型となった第四青函丸 を建造した浦賀船渠が引き続き全船の建造を担当した。
1942年（昭和17年）12月公表の戦時造船計画「改5線表」で、W1（第五青函丸）の建造が承認されたが、この時期は、急増した喪失船舶補充のため、工期短縮と使用鋼材節減を最優先した第2次戦時標準船導入期にあたった。1943年（昭和18年）6月29日起工のW1（第五青函丸）は、鉄道省が標準型車両渡船として位置付けた第四青函丸を原型に、これと平行ダイヤが組めて共通運用可能となるよう、その基本構造を引き継ぎ、積載能力や航海速力は維持しつつ、第2次戦時標準船に準じた簡易化設計により建造された。

### 船体構造
W1（第五青函丸）の垂線間長113.20m、型幅15.85m、船体肋骨フレーム間隔68cmも第四青函丸と同じであったが、より薄い鋼板の使用、工作に手間のかかる船体曲線部分の極力直線化、二重底廃止、第二甲板の一部廃止、さらに諸室艤装簡易化のため船員居住区の大部屋化が進められた。建造簡易化の一環として、車両甲板にあった水はけを考慮した20cmのキャンバー（梁矢：甲板面の船体中心線が高く両舷が低い反り）は廃止され、型深は6.6mから6.8mとなり、満載喫水も4.64mから5.0mとなった。しかし居室容積減少もあり、総トン数は2,792.37トンと第四青函丸の2,903.37総トンより減少していた。
車両甲板の上はほぼ全面的に船橋楼甲板（1955年（昭和30年）建造の檜山丸（初代）以降の「船楼甲板」に相当）で覆われ、船橋楼甲板中央部には第四青函丸同様3層の小規模な甲板室が設置され、その最上層の航海船橋には船体全幅からさらに両翼が舷外まで突出した全室の操舵室が設置され、2層目の遊歩甲板には高級船員居室、無線通信室、機密室、トイレが、1層目の船橋楼甲板には普通船員居室、高級船員食堂、普通船員食堂、厨房、トイレ・洗面所、浴室などが配置された。
しかし第三青函丸、第四青函丸にあった甲板室前面の丸みは、W1（第五青函丸）では工作簡易化のためほぼ平面となり、甲板室前面遊歩廊は廃止され、甲板室両舷側の船橋楼甲板遊歩廊の屋根も廃止された。このため第二青函丸以来、甲板室と屋根続きで煙突基部に設置されていた甲板1層分の高さの四角い囲壁が甲板室から分離し、煙突はこの囲壁頂部から立ち上がる格好となった。
船橋楼甲板船首部には第四青函丸同様、両舷の錨を巻き上げる強力な揚錨機が装備された。揚錨機の両側面には水平軸で回転する糸巻き形のワーピングドラムが装備され、さらに揚錨機船首側船体中心線上には揚錨機からのシャフトを介して駆動されるワーピングドラムの回転軸を垂直にしたキャプスタンが1台装備され、着岸時には、岸壁のビットにつないだ係船索をこれらに巻き付け、スリップさせながら巻き込んで、船首を岸壁へ引き寄せた。しかし船橋楼甲板船尾部には第四青函丸までは左右2台装備されていたキャプスタンが第八、第九、第十青函丸以外の5隻では船体中心線上の1台だけとなった。
第四青函丸 では、操舵室直前の船橋楼甲板に1本柱の前部マストが立っていたが、W1（第五青函丸）では操舵室直後の航海船橋に移り、3本足の三角トラス構造となった。後部マストは船尾近くの船橋楼甲板のままであったが、こちらも3本足の三角トラス構造となった。船橋楼船尾端中央部には第四青函丸同様、車両積卸し作業を目視しながらヒーリング操作を行う後部操縦室が設置されていた。
車両甲板外舷外板上部には、甲板室にかからない前後に第四青函丸と同様の通風採光用の開口が設けられるなど、ボイラー減による煙突数の4本から2本への減少と、船橋楼甲板後部舷側懸架の救命艇が各舷2隻から1隻に減った以外は、船体シルエットは第四青函丸に似ていた。
車両甲板の船内軌道は可動橋と接続する船尾端では3線、中線はすぐ分岐し、車両甲板の大部分で4線となる第一青函丸以来の車両渡船の配線が踏襲され、従来通り左舷から順に船1番線～4番線と付番された。船内軌道船首側終点は、外側の船1番線と船4番線は第四青函丸と同位置であったが、内側の船2番線と船3番線は車両甲板船首中2階の部分甲板が縮小されたため、第四青函丸よりさらに約2m前方へ伸び、外側の2線より約4m前方に位置した。しかし積載車両数は第四青函丸と同じワム換算44両で、航海速力も同じ15.5ノットとされた。
第四青函丸までの車両甲板下は、錨鎖庫後ろに隣接する車両甲板下第1船艙第二甲板にあった機関部員居室、車両甲板船首部の普通船員用厨房・食堂、その中2階、部分甲板の甲板部員居室などが、第二甲板廃止に伴い、全て廃止され、船橋楼甲板の甲板室へ集約された。しかし甲板室の拡張はなく、高級船員を含む全船員の居住環境は著しく悪化した。
W型戦時標準船では、船底単底化の代償として第1船艙が隔壁で前後に2分割され、この2区画を前側から第1船艙、第2船艙とした。このため、その後ろに隣接する両舷にヒーリングタンクを抱えた従来の第2船艙は第3船艙となり、船体軽量化代償の深水タンクとなった。この後ろにはボイラー室、機械室、車軸室、操舵機室の各水密区画が続いた。

### W1（第五青函丸）の過剰軽量化
従来、連絡船の建造工事では船主側である鉄道省監督官が工事監督業務に当たった。しかし既述の通り1942年（昭和17年）2月以降は勅令第68号とこれを改正した勅令619号により、海軍艦政本部は主要造船所における商船の造修監督権を手に入れたため、W1（第五青函丸）建造では当初より海軍艦政本部監督官がその業務に当たった。艦艇建造を本務とする海軍艦政本部監督官には商船建造に関する知識は必ずしも十分ではなかったが、当時造船所側もこの権勢を振るう海軍艦政本部監督官の鋼材節減要求には逆らえず、本来全面鋼板張りで船体縦強度確保に重要な船橋楼甲板に、鉄道省/運輸通信省鉄道総局監督官の反対を押し切って、甲板室船首側には幅2.8m長さ21.8mの長方形の開口を、船体中心線上に1.7m幅の通路部分を残して左右対称2列にくり抜き、甲板室船尾側も同様に同幅の長さ33.3mの開口を左右対称2列にくり抜き、それらを板張りにするなど過剰な軽量化を強行し、第四青函丸より720トンもの軽量化を実現した。工期も従来の半分の6ヵ月に短縮し、竣工予定の1943年（昭和18年）度末よりはるかに早い1943年（昭和18年）中に、竣工間近となった。しかし、船が浮き上がり過ぎ、車両積み込み時の横傾斜（当時建設中の函館有川の函館第3第4岸壁、青森第3岸壁の新型可動橋では4度まで許容、当時稼働中の在来型可動橋は1度50分程度まで許容）が、ヒーリング装置で補正してもなお8度に達し、これにより可動橋のねじれが過大となり、2軸貨車が3点支持となって脱線することが鉄道省/運輸通信省鉄道総局監督官の調査で判明した。これでは車両渡船としては使用できず、しかも二重底廃止で二重底への海水注入もかなわず、結局鉄道省/運輸通信省鉄道総局側からの提案で、ボイラー室前隣の、両舷にヒーリングタンクを抱える第3船艙を深水タンクに改造し、600トンの海水を入れ、さらに機械室後ろ隣の車軸室船底に150トンの砂利を積み込んで重量を確保し、どうにか使える形で完成させた。造船所もこれに懲り、W2（第六青函丸）以降はこのような過剰な軽量化は行われなかったが、第3船艙の深水タンクと車軸室のコンクリートブロックとなった死重は引き継がれた。

### ボイラー減缶と低性能タービン
機関部では、第四青函丸では左舷3缶右舷3缶の計6缶あったボイラーのうち、前2缶が廃止され4缶となり、W1（第五青函丸）では陸軍特務船用の3,000軸馬力の日立製作所製衝動タービンが流用されたが、過大であったため、2,250軸馬力に落として使用し、効率の悪い運転となった。またW2（第六青函丸）とW3（第七青函丸）では、第四青函丸と同等の浦賀船渠製衝動タービンが採用されたが、今度はボイラーの 過熱器が省略されてしまい、4時間30分運航はいよいよ困難となった。W4（第八青函丸）以降は2T戦時標準型タンカー用の定格出力2,000軸馬力、単筒式の甲25型衝動タービンが使用されたが、このタービンは蒸気使用効率が低くボイラー力量不足も相まって速力低下に拍車をかけ、さらにタービンの2段減速歯車は構造的に無理があり、故障が頻発した。また船尾側から見て右回り回転のものしかなく、左右両軸とも右回転での運航となった。なおボイラーの4缶化に伴い、ボイラー室船首側隔壁が第四青函丸に比べ5m余り後ろへ移動し、煙突も後ろの2本のみとなった。
船内電力は第四青函丸にならい、三相交流60Hz、225Vが採用され、第四青函丸と同じく出力50kVAの蒸気タービン発電機が2台装備されたが、戦時標準船の中で交流電力を採用したのは、このW型とH型だけであった。
また1,000総トン以上の商船には1942年（昭和17年）6月30日の船舶保護指示4号で、各船型に応じた所定の武装兵器と海軍警戒隊員の配置が定められていたが、青函連絡船用としては、短12cm砲1門と25mm機銃2基、爆雷16個と明示されたのは1945年（昭和20年）2月であった。

### 戦時中の運航状況と輸送実績
1941年（昭和16年）度と1942年（昭和17年）度は、1943年（昭和18年）3月に第四青函丸が就航するまでの車両渡船増強の滞っていた時期であり、青函航路は石炭以外の海運貨物の陸運転移と浮流機雷流入による減便で、その旺盛な輸送需要に応えられず1941年（昭和16年）度貨物輸送量は前年度比101%の213万6106トンと頭打ちで滞貨の山を築いていた。1942年（昭和17年）度には新羅丸の転属や機帆船、温州丸、浦河丸、第五日高丸、幸丸の傭船稼働もあり前年度比109%の234万2457トンを達成していた。しかし石炭輸送量は依然3万2000トン程度と少なく、上り貨物輸送量128万4715トンの3％にも満たなかった。
1943年（昭和18年）3月6日の第四青函丸就航により12往復から14往復へ増便され、3月18日から石炭列車航送が開始された。これによって1943年（昭和18年）度の石炭輸送量は61万4000トンに増加し、上り貨物輸送量201万1079トンの30％に達し、上下合計貨物輸送量も前年度比155％の364万597トンとなった。
1944年（昭和19年）1月3日からは函館港有川埠頭の函館第3岸壁の使用が始まり、同年1月14日にはW1（第五青函丸）が、3月19日にはW2（第六青函丸）が就航し、これらを受け、4月1日から18往復に増便された。同年5月1日には、青森第3岸壁が昼間限定ながら使用開始、両港とも3岸壁使用となって、1往復増の19往復となった。当時1日2往復運航できる船は翔鳳丸型4隻と第三青函丸から第六青函丸までの4隻の計8隻で、これらフル稼働で16往復、第一青函丸と第二青函丸は低速のため2隻で1日3往復運航のため、全10隻フル稼働してようやく19往復であった。さらにW3（第七青函丸）が就航した1944年（昭和19年）7月20日には青森第3岸壁の夜間使用も始まり、21往復運航に増便された。これにより、同年1月の北海道炭航送の月間実績は7万5939トン、3月は8万7180トン、さらに8月は15万6368トンと最大量を記録したものの、4月12日には就航間のないW2（第六青函丸）が機関故障し1.5往復運航した後、4月24日から5月7日まで休航、さらに6月30日にも機関故障し2往復運航不能となり、W3（第七青函丸）も8月30日青森着岸時船首を衝突させ休航後、9月3日から機関不調1.5往復運航となるなど、全船フル稼働などできないまま、1944年（昭和19年）11月22日のW4（第八青函丸）就航時には過酷な運航体制は既に破綻状態で、これ以上の増便はできなかった。それでも1944年（昭和19年）度の石炭輸送量は前年度比240%の147万2000トンに達し、上り貨物輸送量は前年度比130％増の263万7150トンで、石炭の比率は55％となった。しかし上下合計貨物輸送量は前年度比103%の384万8153トンに留まった。これが戦時中の最大貨物輸送量となったが、石炭輸送量は開戦当初予測された1944年（昭和19年）250万トンの59％にすぎなかった。
1945年（昭和20年）2月27日には新造回航中のW5（第九青函丸）が房総半島沿岸で暗礁に乗り上げて沈没、3月6日にはW1（第五青函丸）が青森港で防波堤に衝突して沈没、6月1日にはW6（第十青函丸）が就航したが、船舶、施設とも疲弊はなはだしく、13往復を目標とするに留まった。1945年（昭和20年）度の石炭輸送量は42万2000トンで、そのほとんどが7月空襲までの3ヵ月半の実績であり、その期間は前年並みの石炭輸送が行われていた。

### 裏日本中継・東北中継
このように開戦当時の輸送目標を達成できなかった青函航路であるが、1942年（昭和17年）10月の閣議決定「戦時陸運の非常体制確立に関する件」では、青函航路の貨車航送能力増強には相当の時間が必要なため、“表日本の海上危険を避くると共に、海上運航効率向上を図る為、可及的裏日本揚げの石炭輸送を増加し、且つ之に照応する港湾荷役及陸上輸送力の増強を図る”との決定もなされた。これは従来より北海道、樺太産の石炭の一部、年間150万トン程度は地場消費用として日本海沿岸の各港へ送られていた。これを増強し、小樽港や室蘭港から機帆船で船川港、酒田港、新潟港、富山港、伏木港、七尾港、敦賀港、舞鶴港の日本海側各港に至り、以後貨車に積み替え京浜・中京・阪神への鉄道輸送につなぐ“裏日本中継”が1942年（昭和17年）10月から開始された。これら港湾では船車連絡設備の増強が実施され、青函航路の機帆船輸送と並行して運航された。その実績は1942年（昭和17年）度は53万2000トン、1943年（昭和18年）度は218万1000トン、1944年（昭和19年）度は158万6000トン、1945年（昭和20年）度は35万7000トンに達した。さらに“東北塩釜中継”も加わり、こちらは1944年（昭和19年）度には57万5000トン、1945年（昭和20年）度には22万1000トンを運び、これら両中継の合計は全期間を通じ、いずれも青函航送石炭量を上回り、青函航路の増強遅れを補うものであった。

### ボイラー5缶のW型
W型戦時標準船を実際に運航してみて、ボイラー4缶での定時運航は困難である、と海軍艦政本部もようやく認め、1945年（昭和20年）2月3日起工のW7（第十一青函丸）からは右舷前側にボイラー1缶を増設し、5缶で建造された。この増缶に伴い、ボイラー室は後方へ拡張され、元々のボイラーである左舷2缶と右舷後ろ2缶からの排煙用の両舷の煙突は、第十青函丸までのW型船に比べ5m程度後方へ移動し、右舷前側増設の1缶からの煙突はその約13m前方にやや細めで設置され、左舷1本右舷2本の3本煙突となった。このW7（第十一青函丸）とW8（第十二青函丸）、ボイラー6缶のH1（石狩丸）は終戦時まだ建造中であった。

## W型戦時標準船の戦後

### 壊滅状態の青函航路
1945年（昭和20年）7月14・15両日の空襲で、青函連絡船は当時運航中の全12隻が航行不能となる壊滅的被害をこうむったが、比較的損傷の軽かった第七青函丸と第八青函丸は、7月25日と29日に復帰でき、第六青函丸は座礁炎上しながらも、戦後離洲浮揚修復され、1947年（昭和22年）2月に再就航できた。しかし復帰できたのはこれら3隻だけで、車載客船翔鳳丸型4隻を含む残る9隻の連絡船は失われた。一方戦時中に着工されながら、建造中に終戦を迎えたW7（第十一青函丸）、W8（第十二青函丸）とH1（石狩丸）の3隻は、一時工事中断になったものの、その後工事は再開続行され、1945年（昭和20年）9月28日と翌1946年（昭和21年）5月2日、7月6日に順次竣工した。これら終戦をはさんで建造工事が続行された船も「続行船」と呼ばれた。
この壊滅状態の青函航路に、1945年（昭和20年）8月15日の終戦以降、多くの引揚げ者や復員者、徴用解除の帰郷者、朝鮮半島や中国大陸への帰還者、さらに食糧買い出しの人々が殺到した。貨物は減少したものの、当時、本州と北海道とを結ぶ代替ルートのない唯一の航路で、農産物や石炭輸送の継続も迫られていた。
終戦時、青函航路で運航できたのは、1945年（昭和20年）7月25日から傭船中の船舶運営会所属で大阪商船の樺太丸（元関釜連絡船 初代 壱岐丸1,599総トン）と第七青函丸、第八青函丸の2隻の車両渡船だけで、客貨ともその輸送力不足は深刻であった。樺太丸には定員超過の900名、旅客設備未設置の第八青函丸にも1,100名もの旅客を乗せることが常態であった。このような中、8月20日から関釜連絡船 景福丸（3,620.60総トン）を、8月21日からはフィリピンからの拿捕船で船舶運営会の暁南丸（1,243総トン）を、8月24日からは関釜航路の貨物船2代目壱岐丸（3,519.48総トン）を就航させたが、この2代目壱岐丸は一般型貨物船のため、船艙を二段に仕切って客室とし、ここに2,100名もの旅客を収容し、樺太丸や暁南丸でも客室だけでなく船艙にも多くの旅客を収容せざるを得なかった。11月29日からは稚泊連絡船宗谷丸を就航させたほか、多数の商船、機帆船、旧陸軍上陸用舟艇などを傭船して、この混乱期の旅客輸送に対応したが、これら一般型船舶では貨車航送ができず、慢性的な貨物輸送力不足の解決にはならなかった。なおこの時期の1航海の平均乗船者数は2,550名にも達していた。
この混乱の中、第七青函丸が1945年（昭和20年）8月30日、函館港防波堤に衝突して長期休航し、その復帰日の同年11月28日には第八青函丸が青森港で沈座する事故が発生し、混乱に輪をかけた。

### 客載車両渡船（デッキハウス船）化
ここで迅速に行える旅客輸送力増強策として、上記沈座事故から修復工事中の第八青函丸に、1946年（昭和21年）4月、船橋楼甲板の本来の甲板室の前後に定員535名の木造板張り平屋の旅客用甲板室（デッキハウス）を造設して客載車両渡船とし、同時期「続行船」として建造中の第十二青函丸では、船橋楼甲板の前後に鋼製平屋の旅客用甲板室（デッキハウス）を造設し、同じく「続行船」で建造中の石狩丸にも同様の鋼製デッキハウスが造設された。また、この時期就航中であった第十一青函丸では、1946年（昭和21年）7月の機関故障の工事中の同年9月に同様の鋼製デッキハウス造設工事が行われ、戦災修復工事中の第六青函丸でも、1947年（昭和22年）1月、ボイラー増設工事と同時に同様の鋼製デッキハウスが造設され、就航中の第七青函丸でも、1947年（昭和22年）9月のボイラー増設工事と同時に同様の鋼製デッキハウスも造設され、これら6隻の客載車両渡船は「デッキハウス船」と呼ばれた。しかし1946年（昭和21年）6月17日には、就航中および以後竣工予定の全デッキハウス船が進駐軍専用船に指定され、一般旅客の輸送力増強の目論見は頓挫した。
翌1947年（昭和22年）7月21日、第十一青函丸、第十二青函丸と石狩丸の3隻以外は指定解除されたが、これより前の同年4月、進駐軍の命令で、これら3隻の前部デッキハウス客室内前側の右舷側半分を木製壁で区切り将官用の特別室とした。さらに、その後ろに続く前部デッキハウス客室右舷側半分も長椅子ソファーと長テーブルを設置した食堂とし、その後ろの配膳室を拡張して厨房とする工事が行われ、これら3隻の乗客である進駐軍関係者への供食設備の充実が図られた。結局この3隻はサンフランシスコ講和条約発効に先立つ進駐軍専用列車廃止の1952年（昭和27年）4月1日まで、その指定は継続された。
デッキハウス造設による乗船者数増加のため、これら各船では救命艇が増備された。第六青函丸と第七青函丸では、前部デッキハウス両側面の船橋楼甲板に各舷2隻ずつ新設、後部デッキハウス両側面船橋楼甲板には既存の各舷1隻ずつ、中央部の甲板室の右側面の煙突前方部分に遊歩甲板を舷側まで拡張し、この遊歩甲板上に救命艇1隻新設して計7隻を装備した
第八青函丸については、ボイラー増設前の救命艇増備の詳細は不明であるが、ボイラー増設後は前部デッキハウス両側面の船橋楼甲板に1隻ずつ、後部デッキハウス両側面船橋楼甲板には2隻ずつ、中央部の甲板室では同じく右側面の煙突前方部分に遊歩甲板を舷側まで拡張し、この遊歩甲板上に救命艇1隻新設して計7隻を装備した
第十一青函丸と第十二青函丸では、遊歩甲板相当の前部デッキハウスの屋根を舷側まで拡張し、その上に各舷2隻ずつ装備し、後部デッキハウス両側面では船橋楼甲板に各舷1隻ずつ、中央部の甲板室では煙突が1本の左側面の煙突前方部分に遊歩甲板を舷側まで拡張し、この遊歩甲板上に救命艇1隻新設して計7隻を装備した。

### 船質改善工事
W型戦時標準船の戦後は、相次ぐ運航事故による休航のほか、「船体3年、エンジン1年」と言われた通りの劣悪な船質と、船腹不足による整備不良の悪循環で、減速歯車をはじめとするエンジントラブルが続発し、稼働率は低迷を極め、早期の船質改善と船腹量回復が急務であった。このため、第六青函丸、第七青函丸、第八青函丸では戦後、ボイラーの4缶から5缶への増設工事（第十一青函丸、第十二青函丸は新造時よりボイラーは5缶）が行われたが、これら3隻では既存ボイラーの左舷前方への1缶増設のため、第3船艙（深水タンク）との間の水密隔壁を5m余り前方へ移設のうえ、第3船艙両舷のヒーリングタンクのうち左舷タンクのみ5m程度前方へ移動してボイラー設置場所を確保した。増設缶からの煙突は左舷煙突前方約14mの舷側への設置となり、左舷2本右舷1本の3本煙突で、第十一青函丸、第十二青函丸とは左右逆で、かつ、これら2隻より煙突位置は前寄りのため、特に空襲による損傷が激しく、修復工事で操舵室が5m弱前方に移動した第六青函丸以外の2隻では、左舷前側煙突が、前部マストよりも若干前方に位置し、操舵室左舷ウィング直後に聳えていた。また、第六青函丸、第七青函丸、第八青函丸、第十一青函丸、第十二青函丸のボイラー への過熱器付加、主機換装と発電機増設（50kVA2台から3台へ）、減速歯車を含む主機の平時型高低圧タービン2筒式への換装、二重底新設などの船質改善工事が進められた。工事時期の詳細は「各船の概要と沿革」の項参照のこと。
なお二重底新設は各船とも第1船艙、第2船艙、ボイラー室、機械室、車軸室の5区画で行われ、深水タンクの第3船艙は単底のままであった。ボイラー室、機械室では高さ90cmの区画式二重底を、残り3区画は水密第二甲板設置としたが、施工第1船の第六青函丸では第1船艙、第2船艙も区画式二重底が採用された。この工事は新造時であれば特に困難な工事ではないが、既存のタービン、ボイラーその他機器類のある中のため難工事であった。
車両積載数は、新造時は原型となった第四青函丸同様ワム換算44両であったが、1952年（昭和27年）にはワム換算46両積載可能とされていた。なお、W型船の戦前の車両甲板平面図と戦後の同図を比較すると、船2番線と船3番線が錨鎖庫の長さ分約2.7m延長されているが、これと積載車両数増加の関係は不明である。

### 洞爺丸事件とその後の対策
1954年（昭和29年）9月26日の洞爺丸台風では、車載客船洞爺丸のほか、W型戦時標準船の第十一青函丸、戦後建造のW型車両渡船北見丸、日高丸（初代）、同H型車両渡船十勝丸（初代）も沈没してしまった。
洞爺丸事件後の、5隻の連絡船の沈没原因の研究によると、当夜の函館湾の波の高さは6m、波周期は9秒、波長は約120mと推定され、当時の青函連絡船の水線長115.5mより僅かに長く、このような条件下では、たとえ船首を風上に向けていても、波により船首が持ち上げられた縦揺れ状態のとき、下がった船尾は波の谷間の向こう側の波の斜面に深く突っ込んでしまい、その勢いで海水が車両甲板船尾の一段低くなったエプロン上にまくれ込んで車両甲板に流入、船尾が上がると、その海水は船首方向へ流れ込み、次に船尾が下がっても、この海水は前回と同様のメカニズムで船尾から流入する海水と衝突して流出できず、やがて車両甲板上に海水が滞留してしまうことが判明した。その量は、車両甲板全幅が車両格納所となっている車両渡船では、貨車満載状態で、停泊中であれば、波高6mのとき400トンから900トンとされ、この大量の海水が自由水として、車両甲板上を傾いた側の舷側まですばやく流れるため、波周期9秒では波高6mが転覆するか否かの臨界点で、6.5mでは転覆してしまうとされた。また、波周期が9秒より短くても長くても、即ち波長が120mより短くても長くても、車両甲板への海水流入量は急激に減ることも判明した。さらに、石炭焚き蒸気船では、石炭積込口など、車両甲板から機関室（機械室・ボイラー室）への開口部が多数あり、これらの閉鎖が不完全で、滞留した海水が機関室へ流入して機関停止し、操船不能となって、船首を風に向け続けられなくなり、転覆してしまうことも明らかになった。
なお、第十一青函丸については、船体が三つに破断しており、事故2週間前に完成した二重底新設工事との関連など、他船とは異なった要因の関与も疑われたが、確証は得られず、原因不明とされた。
事故後の1955年（昭和30年）に急遽建造された車両渡船檜山丸（初代）では、車両甲板船尾開口部からの海水浸入対策として、車両甲板から機関室への開口部を水密化したうえ、車両甲板船尾舷側外板下部に多数の放水口を設置し、車両甲板上に流入した海水を船外へ流出させる方式を採用した。しかし、この方式は、旅客設備のない車両渡船では、その安全性が模型実験などで確認されたが、船橋楼甲板に客室を持つデッキハウス船では、安全性が十分確保できないことが判明した。
このため、沈没を免れた車両渡船、デッキハウス船、車載客船全船で、車両甲板の石炭積込口を含む機関室への開口部の敷居を61cm以上に嵩上げのうえ、鋼製の防水蓋や防水扉を設置、車両甲板から機関室への通風口も閉鎖して電動通風とするなど、車両甲板から機関室への開口部の水密性能の向上を図った。これに伴い発電機も車両渡船、デッキハウス船全船で250kVA2台に交換増強のうえ、容易に水没しないよう機械室中段に設置した。また非常時に救命艇を迅速かつ容易に降下できる重力型ボートダビットへの交換も行われた。
第十二青函丸では1957年（昭和32年）6月、二重底化とともに、デッキハウスを撤去し、車両甲板船尾舷側外板下部に多数の放水口を設置し、車両渡船とした。救命艇も後部船橋楼甲板各舷1隻ずつの計2隻となった。
第六青函丸、第七青函丸、第八青函丸では、デッキハウスを残すため、1958年（昭和33年）から1959年（昭和34年）にかけ、船楼端隔壁と同等の強度、即ち付近の船体外殻と同等の強度を有する船尾水密扉が設置された。これは、1957年（昭和32年）建造の車載客船十和田丸（初代）で実用化した単線幅の船尾水密扉を、横方向に3倍近く拡幅し、船尾全幅3線分をカバーできるようにしたものである。基本構造は、十和田丸（初代）の船尾水密扉と同じであった。この扉は、船尾開口部上縁にヒンジで取り付けられた鋼製の上下2枚折戸式船尾扉で、中央部のヒンジで“く”の字に屈曲し、シャクトリムシのようにこの屈曲部分を後方へ突出しつつ、船尾扉下縁両端を船尾開口部両縁のガイドレールに沿わせて上方へ開き、全開位置では折り畳まれた状態で、開口部直上に垂直に立てられてロックされる構造であった。
動力は電動ウインチで、下部扉下端両側のガイドローラーに固定された左右1対のワイヤーを、いったん船尾開口部上縁両端で、船尾扉ヒンジよりもやや高い位置の船体に固定した左右1対の滑車で反転し、上部扉下端両側の滑車で再度反転したのち、船橋楼甲板より1層上の後部操縦室屋上より両翼に新設した入渠甲板の下に設置した左右1対の滑車を通して、船橋楼甲板上の左右2台の電動ウインチに巻き込む仕組みであった。この入渠甲板は出入港時、船尾扉開閉中や全開固定状態でも、船尾全体が見渡せる監視場所として、船尾扉とセットで設置された。また船内軌道が船尾扉の敷居を越える部分には、水密性確保のため電動油圧式の跳上げレールが設置された。なお、扉の大型化により、扉閉鎖の最終段階で、船尾扉を内側から引き寄せて、船体側に付けたゴムパッキンに船尾扉を密着させて水密性を確保する油圧式“締付け装置”が、十和田丸（初代）の4個から6個に増やされた。この船尾水密扉設置とともに、車両格納所水密化のため、車両格納所外舷上部の通風採光用の開口は完全にふさがれた。
1958年（昭和33年）7月に第六青函丸に、1958年（昭和33年）10月に第七青函丸に、1959年（昭和34年）5月には第八青函丸にそれぞれ船尾扉が設置された。これにより車両格納所容積も総トン数に加算され約5,800総トンとなり、車載客船なみに塗り分け線を下げ、開口部のなくなった外舷上部が白く塗装された。洞爺丸事件から約4年を経て、ようやくフルサイズの船尾水密扉が完成したが、これにより、船内軌道船尾端ぎりぎりまでの車両積載ができなくなり、車両積載数はワム換算46両から43両へ減少してしまった。この点は津軽丸型連絡船建造までの課題となった。
車両甲板下は8枚の水密隔壁で区切られていたが、そのうちボイラー室、機械室、車軸室、操舵機室の各水密区画間3ヵ所には、車両甲板まで上がらなくても通行可能な手動の水密辷戸が装備されていた。しかし、宇高航路で1955年（昭和30年）5月に発生した紫雲丸事件の経験から、機械室前後の2ヵ所には、浸水等による交流電源喪失時でも操舵室からの遠隔操作で開閉可能な、蓄電池を電源とする直流電動機直接駆動方式水密辷戸が装備された。後部デッキハウス頂部と船橋楼甲板に水密辷戸動力室が設置され、動力室内の直流電動機の回転を、自在継手や傘歯車で接続されたロッドで延々と船底の水密辷戸まで伝達し辷戸を開閉する構造で、十和田丸（初代）と同等品であった。
また、石炭焚き蒸気船のボイラー室での過酷な労働環境改善のため、1959年（昭和34年）8月には第十二青函丸、1960年（昭和35年）9月には第七青函丸にストーカーが装備され、その他の石炭焚き蒸気船においてもストーカー装備あるいは重油焚きへの改造が行われたが、第六青函丸、第八青函丸の2隻は終航まで手焚きで運航された。

### 戦時標準船の引退
「船体3年、エンジン1年」の考えで建造された船質不良のW型戦時標準船であったが、戦後種々の船質改善工事を重ねつつ十数年間使用されてきた。しかし老朽化とともに維持費は増大し、1959年（昭和34年）9月に出された国鉄内の「連絡船船質調査委員会」の2年間にわたる調査報告でも、“これ以上の長期使用は得策ではない”とする事実上の引退勧告が出された。
折しも高度成長時代で、青函航路の客貨輸送量の増加は著しく、この増加に対応できる運航効率のよい新型客載車両渡船に置き換えるべき、と判断した国鉄は1962年（昭和37年）11月8日、その第1船建造を浦賀重工へ発注した。1964年（昭和39年）5月10日の第1船津軽丸（2代）就航直前の5月3日、第六青函丸が終航となり、以後1965年（昭和40年）8月5日の第6船羊蹄丸（2代）就航1ヵ月前の7月2日終航の第十二青函丸まで、W型4隻は津軽丸型当初計画6隻の就航とともに順次引退していった。

## 各船の概要と沿革

### 第五青函丸
第1船。鋼材節減のための過剰な軽量化で船体が計画より浮き上がり過ぎ、車両積み込み時に船体の横傾斜が過大となって、車両を積み込めないことが竣工間際に判明、第3船艙を深水タンクに改造して海水を入れ、車軸室に川砂利を積載して計画喫水を確保した。また主機には陸軍特務船用の3,000軸馬力の日立製作所製衝動タービンを流用したが、このタービンは22kg/cm2、330℃という高圧高温の蒸気用で、これを16kg/cm2、280℃の蒸気で、2,250軸馬力に落として使用したため、効率の悪い運転となった。
海軍艦政本部監督官の意向で、船員の居住区画も徹底的に簡易化された。第四青函丸までは機関部員居室は車両甲板下第1船艙第二甲板に、甲板部員居室は部分甲板に、それぞれ各職種別に1名～10数名の2段寝台室を設けていた。しかし、第1船艙第二甲板の鋼甲板が大部分撤去され、これら船首部の普通船員居室は、船橋楼甲板の甲板室内の畳敷き大広間に集約され、雑魚寝となった。これにより、ここにあった1人個室の機関部・事務部高級船員居室は廃止され、1層上の遊歩甲板へ上がったが、遊歩甲板でも従来からの1人個室の甲板部高級船員居室は廃止され、畳6畳敷きの高級船員広間が造られた。当初、海軍艦政本部監督官は船長も含めた全高級船員のここでの雑魚寝を要求してきたが、青函航路の実情を余りにも無視していたため、これでは暗号通信用の暗号書保管に責任が持てない、と反論した。結局、暗号書保管のための“機密室”を設置し、ここにソファーを入れ、その管理責任者として船長と機関長がここを共用することとした。なお、機械室後ろ隣の車軸室第二甲板は“馬匹付添人”などが利用する“その他の者室”として使用されていたが、この第二甲板は残存したものの居住設備はなくなり、“その他の者室”も廃止された。

#### 沿革
- 1942年（昭和17年）12月 - 「改5線表」で建造承認　W1[49]
- 1943年（昭和18年）
  - 6月29日 - 起工
  - 12月29日 - 竣工
- 1944年（昭和19年）1月14日 - 就航
- 1945年（昭和20年）3月6日 - 96便として20時頃吹雪の青森港第3岸壁へ着岸するため、20時09分機関停止し右舷投錨、20時12分船首索をとり、補助汽船2隻で船体を押したが、岸壁側から船側へ吹く17mの強い西風に抗しての着岸はできず、いったん出港のうえ再度着岸を試みることとした。船首索解放、揚錨し、出港した。しかし左舷側から吹雪混じりの突風を受け圧流されたため再度投錨したが、20時27分右舷船体を北防波堤西端で衝撃擦過し外板損傷あり、錨鎖庫と第1船艙への浸水あり。揚錨開始し、20時39分青森桟橋へ無線で「4バンブイマデランチタノム」と発信し汽笛を数回吹鳴したが、桟橋ではこれを再入港の誘導と考え、補助汽船を東口に派遣して入港を待った。第五青函丸では船首が沈み始めたため青森港西方の沖館付近での座礁を決意し進航中、浸水のためボイラー焚火困難となり、20時47分、再度青森桟橋向け救援打電したが、桟橋では無線感度不良で電文理解できず、入港を待った補助汽船も第五青函丸を発見できず、そのまま港内へ戻った。21時頃には通信途絶し、この頃沈没したものと推定されるが、当時桟橋では沖錨泊したものと判断していた。翌朝浅虫海岸への5名漂着（後1名死亡）で事故を知った。警戒隊員を含む乗組員86名中82名死亡[188]。当時無線の発信が極度に制限されており、これも惨事を拡大させた要因と考えられる[189]。

### 第六青函丸
第2船。1944年（昭和19年）度竣工予定のところ、工期116日とW型船建造期間最短記録を樹立し、1943年（昭和18年）度内に竣工した。船長と機関長は遊歩甲板にそれぞれ個室を持った。それ以外の高級船員は遊歩甲板の大部屋の2段寝台を使用した。操舵手、その他の甲板部員、機関部員、事務部員は、それぞれの大部屋を船橋楼甲板に持ち、2段寝台を使用した。しかし甲板室拡張なしに船橋楼甲板に2段寝台の海軍警戒隊員室を設置したため、普通船員食堂がなくなってしまった。この大部屋2段寝台のスタイルは第十一青函丸まで踏襲された。本船以降はボイラーの 過熱器が省略され、飽和蒸気使用のため4時間30分運航は困難となった。車両甲板下の第二甲板は第1船艙、車軸室とも鋼甲板は廃止され、梁だけが残された。
終戦時、大破、座礁していたが、修復され1947年（昭和22年）2月、甲板室前後の船橋楼甲板にそれぞれ鋼製の旅客用甲板室（デッキハウス）が造設され、客載車両渡船（デッキハウス船）として復帰した。このときボイラー4缶から5缶への増設工事も施工されたが、左舷前側への増設のため、煙突は左舷2本右舷1本の計3本となり、第十一、第十二青函丸とは逆になった。

#### 沿革
- 1943年（昭和18年）
  - 3月 - 「改6線表」で建造承認　W2[49]
  - 11月13日 - 起工
- 1944年（昭和19年）3月7日 - 竣工
  - 3月19日 - 就航
  - 4月1日 - 第五青函丸と本船の就航で、14往復から18往復に増便[7]。
  - 4月12日 - 機関故障のため1.5往復運航[9][117]
  - 4月24日～5月7日 – 機関修理のため休航[9][117]
  - 5月1日 - 青森第3岸壁開設[19]により、全船フル稼働19往復[7]
  - 6月30日 - 機関故障のため2往復運航できず[9][117]
- 1945年（昭和20年）7月14日 – 90便として1時間14分遅れの2時14分函館を出航し、5時10分大島付近で空襲警報受信し、間もなくアメリカ軍機の攻撃を受けたが被害なく、6時44分青森港外堤川沖に投錨仮泊[190]。同日13時頃、退避のため青森港東方の野内沖に達したところで、アメリカ軍機の攻撃を受け、甲板室左舷後部の厨房へのロケット弾命中で火災発生、左舷煙突倒壊し負傷者続出した。沈没回避のため、バッコノ崎沖の岩礁に座礁したが、その後も攻撃は続き、船橋は直撃弾を受けて四散、この直撃弾は車両甲板まで貫通して炸裂し、車両甲板中央部より上が猛火に包まれ、船体放棄となった。乗組員76名中35名が戦死[122][191][192]。なお陸上からの目撃情報として3機撃墜とされたが[193][194]、アメリカ側の史料にそのような記録はない[195]。
- 1946年（昭和21年）
  - 5月15日 - 離洲浮揚
  - 5月18日 - 建泰丸で函館まで曳航[196]。
  - 6月 - 青函連絡船の船数不足を補うため、修復工事決定。
  - 6月18日〜28日 - 修復工事のため浦賀へ曳航[141]。26日、銚子沖で猛烈な時化に遭い曳索が切断。遭難した。しかし横須賀港に停泊中だった旧日本海軍駆逐艦雪風が出動し、救助された[197]。
- 1947年（昭和22年）
  - 1月 - 船橋楼甲板に旅客用甲板室（定員394名）を造設し、客載車両渡船（デッキハウス船）となる[143]。ボイラーを5缶に増設（浦賀船渠）、3,193.92総トンとなる[142][198]。
  - 2月2日 - 修復工事完了、進駐軍専用船指定
  - 7月21日 - 進駐軍専用船指定解除
- 1948年（昭和23年）10月10日 - 小湊岸壁可動橋接合試験施行[199]
- 1951年（昭和26年）4月 - 主機換装（日立製作所2段減速歯車付衝動タービン2,250軸馬力2台）、二重底新設（浦賀船渠）[160][200][201]、3,193.84総トンとなる[198]
- 1954年（昭和29年）
  - 9月26日 - 54便として12時38分函館第4岸壁を青森に向け出航し、12時47分港口を通過したが、台風接近により前途運航困難と考え、防波堤内へ戻り錨泊した。同日19時20分頃、左舷中央部に大雪丸（初代）右舷錨が接触したが、損傷軽微で、そのまま錨泊を続け沈没を免れた[202][203]。
  - 9月29日 - 変62便（函館2岸0時20分発　青森2岸5時00分着）より復帰[204]
- 1956年（昭和31年）6月 - ボートダビット取替（函館ドック）[174]
- 1958年（昭和33年）7月 - 船尾水密扉設置（新三菱重工神戸）[176]5,751.48総トン[198]、貨車積載数はワム換算43両
- 1962年（昭和37年）
  - 1月10日 - 101便（青森2岸2時20分発　函館2岸6時50分着）運航中、函館港口付近で霧の中に入り転針時期を逸し、6時24分、仮設北防波堤ケーソンに乗揚げ、錨鎖庫と第1船艙浸水。15時42分離礁、16時29分函館第4岸壁着、貨車卸し、17時39分離岸し18時20分函館ドック岸壁着[205][206]。船首部船底圧壊脱落、外板破口浸水。
  - 1月25日 - 110便（函館4岸12時56分沖出し15時05分沖発　青森3岸19時45分）で復帰[207]
- 1964年（昭和39年）
  - 5月3日 - 107便（青森1岸14時30分発　函館1岸19時00分着）で終航[208]
  - 8月26日 - 三菱商事へ売却[209]

### 第七青函丸
第3船。本船から、遊歩甲板室を後方に拡張して海軍警戒隊居室としたため、遊歩甲板室が後ろへ延びた。これにより船橋楼甲板に普通船員食堂が復活し、総トン数も2,850.99トンに増えた。この総トン数は第十青函丸までの4隻全てで同一であったが、戦時標準船では測度による実際総トン数ではなく、計画総トン数による登録が多く、同一設計図からの建造船は同一総トン数となった。本船から、船首に砲架が取り付けられた。本船以降、車両甲板下第二甲板は梁も含め全廃された。
終戦時稼働できた車両渡船は、本船と第八青函丸の2隻だけであった。しかし、1945年（昭和20年）8月30日に函館港北防波堤に衝突し、3ヵ月間休航した。また客船不足解消のため、1947年（昭和22年）9月にはデッキハウスが造設され、以後客載車両渡船（デッキハウス船）となった。このときボイラー4缶から5缶への増設工事も施工されたが、左舷前側への増設のため、煙突は左舷2本右舷1本の計3本となり、第十一、第十二青函丸とは逆になった。

#### 沿革
- 1943年（昭和18年）3月 - 「改6線表」で建造承認　W3[49]
- 1944年（昭和19年）
  - 3月11日 - 起工
  - 7月10日 - 竣工
  - 7月20日 - 就航　19往復から21往復に増便[7]
  - 8月30日～9月2日 - 494便青森着岸時船首衝突し休航[9]
  - 9月3日 – 機関故障で1.5往復運航[9][117]
- 1945年（昭和20年）
  - 7月14日 - 函館船渠で入渠工事中のところ、5時40分頃からアメリカ軍機の攻撃を受け、一部損傷。10時過ぎに出渠し、午後になり七重浜への座洲も考慮し、港口近くの防波堤内に退避錨泊した。14時50分、アメリカ軍機の命中弾2弾を受けたが、1弾は右舷機銃に当たり、バウンドして右舷海中で炸裂、もう1弾は船首船橋楼甲板を貫通し、船首車両甲板右舷の食糧庫から船首外板を突き抜け海中で炸裂したため、沈没は免れた。しかしその衝撃で船内消灯、航行不能となった。乗組員80名全員生存。なお朝の空襲時、隣のドックに入渠中の海防艦がアメリカ軍機1機を撃墜している[注釈 23][193][213]。
  - 7月25日 - 復帰[7]
  - 8月30日 - 函館港北防波堤に衝突し航行不能[141][86]
  - 11月28日 - 復帰[141][86]
- 1947年（昭和22年）9月 - 船橋楼甲板に旅客用甲板室（定員362名）を造設[143]、ボイラーを5缶に増設（三菱重工神戸）、3,154.23総トンとなる[214][215]
- 1951年（昭和26年）8月 - 主機換装（日立製作所2段減速歯車付衝動タービン2,250軸馬力2台）、二重底新設（函館ドック）[200][201][161]
- 1954年（昭和29年）
  - 9月26日 - 函館ドックに入渠中で、洞爺丸台風の被害に遭わず。
  - 9月28日 - 変64便（函館2岸12時20分発　青森2岸17時00分着）より復帰[216]
- 1956年（昭和31年）2月と8月 - ボートダビット取替（函館ドック）[174]
- 1958年（昭和33年）10月 - 船尾水密扉設置（新三菱重工神戸）[176]5,744.50総トン[215]、貨車積載数はワム換算43両
- 1960年（昭和35年）9月 - ストーカー装備（函館ドック）[217]
- 1964年（昭和39年）12月31日 - 3205便（青森2岸8時45分発　函館4岸13時15分着）で終航[218]
- 1965年（昭和40年）2月5日 - 三井物産へ売却[209]

### 第八青函丸
第4船。本船から資材節減と敵潜水艦から発見されにくいよう、煙突の長さをそれまでの約3/4に短縮し、船尾両舷には爆雷投下口が設置された。
終戦時稼働できた車両渡船は、本船と第七青函丸の2隻だけであったが、1945年（昭和20年）8月30日の第七青函丸の函館港北防波堤衝突事故の休航からようやく復帰した同年11月28日、今度は本船が青森第1岸壁でアメリカ軍用の貨車積み込み中、ボイラー室船底に貯留した大量のビルジ（海水混じりの汚水）が、ヒーリング操作による船体傾斜で、自由水として急速移動し、船体が左舷に傾き過ぎて灰捨孔より浸水、係留状態のまま大傾斜で沈座してしまった。1946年（昭和21年）1月1日、アメリカ海軍コンサーバー号の援助のもと浮揚。函館船渠で修復工事施工され、このとき甲板室前後の船橋楼甲板にそれぞれ木造板張りの旅客用甲板室（デッキハウス）が造設され、客載車両渡船（デッキハウス船）とした。後年、これは鋼製のデッキハウスに更新されている。また、1948年（昭和23年）1月にはボイラー4缶から5缶への増設工事が施工されたが、左舷前側への増設のため、煙突は左舷2本右舷1本の計3本となり、第十一、第十二青函丸とは逆になった。
終航直後の1964年 （昭和39年）12月3日、函館港外で、貨車投棄試験を行った。このときは、転動テコ使用による人力での投棄や、船橋楼甲板のキャプスタンに掛けたワイヤーで引き出す方法が試験された。この試験が1965年 （昭和40年）9月4日の渡島丸（初代）終航直後の水中傘による貨車投棄試験へとつながった。
終航後に船体は関西の某造船所にて浮き桟橋として使用されていたと言われている。

#### 沿革
- 1944年（昭和19年）3月30日 - 大本営政府連絡会議で承認報告され[72]、前年12月公表の「改7線表」に盛り込まれた　W4[49]
- 1944年（昭和19年）
  - 5月27日 - 起工
  - 11月2日 - 竣工
  - 11月22日 - 就航
- 1945年 -（昭和20年）
  - 7月14日 - 休航のため4号缶のみボイラーを焚いて函館港内で仮泊中、5時40分よりアメリカ軍機の攻撃を受け、爆弾が後部船橋楼甲板、車両甲板を貫通して休缶中の3号缶を損傷したが不発弾であった[225]。15時10分からの攻撃では船底弁損傷し浸水し始めたため座洲を決意し、補助汽船の応援にて17時50分に有川桟橋近くの浅瀬に錨泊[226]。なお早朝の空襲時、アメリカ軍急降下爆撃機1機の補助燃料タンクを本船の対空射撃が撃ち抜き[注釈 26]、午後の空襲でも本船を攻撃した雷撃機の1機[注釈 27]が函館港付近の何れかの対空射撃を受け、津軽海峡中央部に不時着水している[228]。
  - 7月15日 - 13時10分頃アメリカ軍機の攻撃受けるも損傷軽微で、この2日間で乗組員80名に死傷者なし[229]
  - 7月29日 - ボイラー損傷のまま復帰[141][7]
  - 11月28日 - 青森第1岸壁でアメリカ軍用貨車積み込み中、ヒーリング操作不調で船体が左傾斜し過ぎて灰捨孔より浸水し、係留状態のまま大傾斜沈座[141][120][86][142]。
- 1946年（昭和21年）
  - 1月1日 - アメリカ軍コンサーバー号の援助にて浮揚[120][86]
  - 4月30日 – 船橋楼甲板に木造板張りの旅客用甲板室（定員535名）を造設（函館船渠）[143][142]
  - 5月21日 - 客扱い開始[141][230]
  - 6月17日 - 進駐軍専用船指定
  - 10月13日 - 機関故障（クローカップリング破損）[231][141]
  - 11月11日 - 修理完了[231][141]
  - 11月20日 - 機関故障[141]
  - 12月28日 - 復帰[141]
- 1947年（昭和22年）7月21日 - 進駐軍専用船指定解除
- 1948年（昭和23年）
  - 1月 - ボイラーを5缶に増設（川崎重工神戸）[232]
  - 10月 - 主機換装（日立製作所2段減速歯車付衝動タービン2,250軸馬力2台）（浦賀船渠）[201]
- 1953年（昭和28年）3月 - 二重底新設（函館ドック）[233][200]3,135.00総トン[203][234]
- 1954年（昭和29年）
  - 9月26日 - 13時15分 73便として青森第1岸壁を出航し17時45分函館第3岸壁定時到着し貨車陸揚げ、折り返し19時15分発74便は強風のため欠航とし、18時53分離岸して防波堤内で錨泊し、沈没を免れた[235][203]。
  - 9月28日 - 変72便（函館2岸4時26分離岸 7時00分出航　青森1岸11時40分着）より復帰[216]
- 1956年（昭和31年）3月 - ボートダビット取替（浦賀船渠）[174]
- 1957年（昭和32年）
  - 12月27日 - 20時57分函館第1岸壁から沖出し直後の21時03分、3号ブイ陸寄りに座洲[236]
  - 12月28日 - 0時40分左舷錨8節繰出し補助汽船3隻で曳航するも離洲できず。5時30分頃潮位が上がり浮揚、5時43分補助汽船1隻の曳航で離洲[237]
- 1959年（昭和34年）5月 - 船尾水密扉設置（三菱日本重工横浜）[176]5,815.69総トン[234]、貨車積載数はワム換算43両
- 1964年（昭和39年）
  - 11月30日 - 209便で終航[238]
  - 12月3日 - 貨車海中投棄試験
- 1965年（昭和40年）1月13日 - 日綿実業へ売却[209]

### 第九青函丸
第5船。浦賀で竣工し、横浜から函館への回航途中、アメリカ潜水艦の攻撃を恐れ、陸岸に接近して航行中、暗礁に乗り上げて沈没した。青函航路に就航する前であった。

#### 沿革
- 1944年（昭和19年）3月30日 - 大本営政府連絡会議で承認報告され[72]、前年12月公表の「改7線表」に盛り込まれた　W5[49]
- 1944年（昭和19年）7月15日 - 起工
- 1945年（昭和20年）
  - 2月15日 - 竣工
  - 2月20日 - 石炭食糧積込みのため横浜へ回航。
  - 2月27日 - 11時30分、横浜港から函館へ向け、乗組員105名と海軍警戒隊員36名を乗せ、海防艦四阪の護衛を受け出航。房総半島南端の野島埼からは、アメリカ軍潜水艦の攻撃を恐れ、陸岸寄りを13ノットでジグザク航行していた。20時02分、千葉県勝浦沖で突然操舵室直下の船底からのドッ、ドッ、ドッという音と衝撃があり、「沖の根」という深さ約4mの暗礁に乗り上げた。この衝撃で主機タービンは停止し、第2船艙船底からは大量の浸水あり、ボイラー室にも浸水し、焚火不能となり、15分後には停電した。海軍警戒隊員は直ちに車両甲板船尾両舷側の10個の爆雷の信管を抜き、沈没後の爆発を防いだ。20時40分頃からは第2船艙出入口より海水が車両甲板上にあふれ出すに至り、20時46分無動力で投錨した。このときには暗礁を乗り切って水深24mの地点に移動していた。事故発生直後より船長は通信長に無線で四阪を呼び出させたが応答なく、横須賀鎮守府を通じて、四阪から第九青函丸へ連絡するよう命令してもらい、ようやく現状と現在位置を四阪に伝えた。その後20時44分頃には四阪に「救助要請」を送信したが、要領を得ない返事しか得られなかったため、22時30分には2等運転士を艇長とした事務長を含む21名を、2号救命艇で1kmほどの距離にいた四阪に派遣することとした。しかし救命艇降下と同時に四阪は遠ざかって行ったため、行先を陸上に変更した。この間も浸水は続き22時57分、突然左舷船首に大傾斜し、2分ほどで船首を下に逆立ちするように沈没してしまった。この直前、退船命令が出され、1号救命艇を降下させたが、この船体逆立ちで片吊り着水になり、この救命艇では15名しか助からず、数十名が海上に投げ出された。一方上陸した2号救命艇乗員は民家に助けを求め、約20隻の漁船が出て漂流中の数十名を収容した[239][240]。
  - 2月28日 - 0時頃、事務長は勝浦駅から東京の運輸通信省鉄道総局へ電話連絡。朝から濃霧で11時頃ようやく晴れ、現場近くに戻った四阪は漂流者を発見、初めて第九青函丸沈没を知った。16時頃までに、黒潮に流され漂流していた数十名も四阪と横須賀鎮守府差し回しの駆潜艇に救助されたが、全141名中13名が死亡した[239][240]。

### 第十青函丸
第6船。就航はしたものの、わずか1カ月半で沈没した。

#### 沿革
- 1944年（昭和19年）
  - 3月30日 - 大本営政府連絡会議で承認報告され[72]、前年12月公表の「改7線表」に盛り込まれた　W6[49]
  - 12月23日 - 起工
- 1945年（昭和20年）
  - 5月19日 - 竣工
  - 6月1日 - 就航
  - 7月14日 – 3時10分 99便として函館第4岸壁到着し貨車卸し後、5時05分発の92便として出航準備中の5時10分空襲警報と疎開命令を受け、貨車卸し空船とし上磯沖の分散疎開錨地へ向かうため5時50分同岸壁を離岸。6時05分函館港防波堤内でアメリカ軍機の爆撃を左舷船尾と左舷後部に受け、機械室、車軸室への浸水はなはだしく、右舷に傾斜しながらも、航路封鎖を避けるため防波堤外へ進み、6時30分、防波堤灯台北北西600mの防波堤外に右舷に50度傾いて沈没した。乗組員76名全員生存[229][241]。

### 第十一青函丸

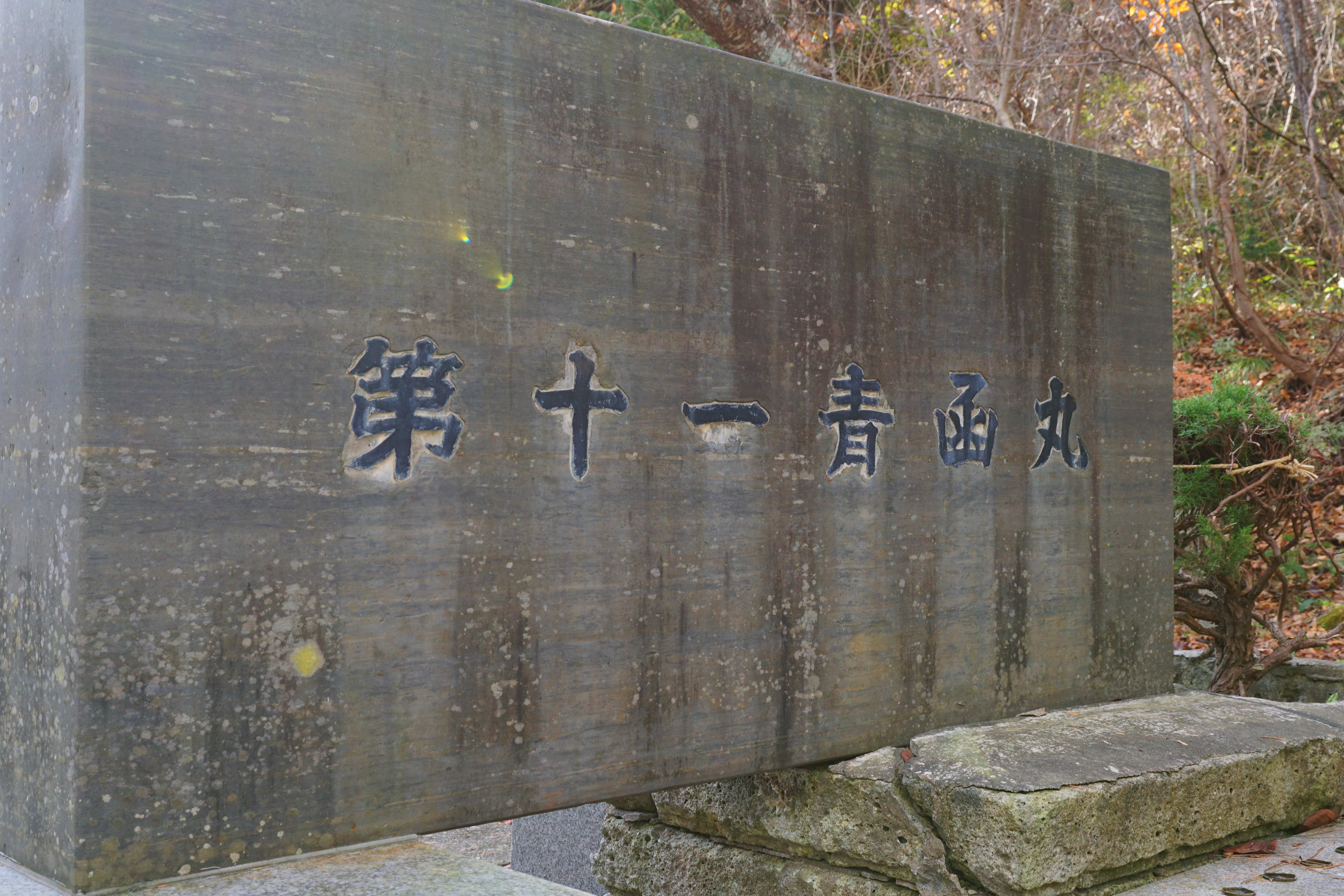
青函連絡船海難者殉難碑に嵌め込まれた第十一青函丸の銘板

第7船。ほぼ完成状態で終戦を迎え、戦後竣工した。先に就航したW型戦時標準船の運航実績から、ボイラー4缶では定時運航できないことが実証されたため、計画段階よりボイラー5缶で建造された。これに伴い煙突も右舷2本左舷1本の計3本となった。第二次世界大戦終戦に伴い、就航直後より日本を占領下に置いた連合国軍専用船となり、1946年（昭和21年）9月デッキハウス造設、占領終了直前に進駐軍専用船指定解除された。
洞爺丸台風で沈没。船体は車軸室およびボイラー室で三つに破断していた。乗組員全員死亡のため、沈没までの船内状況は不明であったが、たまたま近くで錨泊中の 十勝丸（初代）の船員が、激しいピッチングの後、船内消灯、その直後に、左舷から捩れるような形で船首が立ち上がり、船尾から沈む第十一青函丸を目撃していた。沈没推定時刻の20時頃は、十勝丸（初代）でも既に車両甲板への海水滞留と機関室への海水流入は始まってはいたが、函館湾内で沈没した他船に比べ、2〜3時間も早い急激な沈没であった。二重底新設工事2週間後の事故であったため、これが船体構造に強い不均衡を生じさせたのではないか、また破断した車軸室とボイラー室から数名の乗組員の遺体が発見されたことから、これら区画への急速な浸水が疑われ、転覆前に大亀裂が生じていたのではないか、などの疑問も呈されたが、当時の調査では結論は得られなかった。

#### 沿革
- 1944年（昭和19年）4月 - 「改8線表」で建造承認 W7[49][77]
- 1945年（昭和20年）
  - 2月3日 - 起工
  - 8月16日 - 試運転に出たがボイラー蒸気圧が十分上がらず半日で帰港。以後GHQより航海禁止[245]。
  - 9月10日 - 工事および航海再開許可を受けた[245]
  - 9月28日 - 竣工
  - 10月9日 - 就航。直後に進駐軍専用船指定を受けた[246]。
- 1946年（昭和21年）
  - 2月3日 - 降雪中船位を誤り、葛登支岬付近に座礁[注釈 28]、4日離礁[141][86][248][249]。
  - 3月22日 - 復帰[141][86][248][249]。
  - 7月30日 - 機関故障（クローカップリング破損）にて休航[155][141]
  - 9月 - 船橋楼甲板に旅客用甲板室（333名）を造設[143]し、3,142.96総トン[250]（函館船渠）
  - 10月1日 – 修理完了[141]
  - 10月10日 – 第1減速歯車ピニオンの歯の折損で休航[231][141]
  - 12月3日 – 修理完了[231][141]
- 1947年（昭和22年）4月 – 前部デッキハウスに進駐軍用供食設備と将官室設置[146]
- 1949年（昭和24年）7月 - 主機換装（浦賀2段減速歯車付衝動タービン2,250軸馬力2台）（浦賀船渠）[251][201]
- 1952年（昭和27年）4月1日 - GHQの占領終了に先立ち、進駐軍専用船指定解除
- 1954年（昭和29年）
  - 9月12日 - 外板取替および二重底新設工事（函館ドック）完成し復帰[252][253]
  - 9月26日 - 13時20分1202便として青森に向け函館第2岸壁を出航したが、強風のため穴澗岬沖で引き返し、14時48分函館第2岸壁着。函館第1岸壁停泊中の洞爺丸へ乗客と、寝台車、荷物車各1両を移し、貨車5両を積込み、合計45両の貨車積載で、16時02分天候見合わせのため沖出し、16時25分防波堤外に錨泊した。しかし同所は19時頃から平均風速30mの強風とそれに伴う高波で、以後これらに翻弄されていたと推察される。19時38分「あとで連絡する」19時57分「停電につき後で（電報を）受ける」を最後に通信途絶。その後20時頃急激に右舷側に横転し沈没したものと推定された。船体は三つに破断しており、乗組員90名は全員死亡[254]。
  - 12月1日 - 浮揚作業開始[255]
- 1955年（昭和30年）
  - 7月25日 - 浮揚作業完了[256]
  - 10月25日 - 松庫商店へ売却、その後解体[257]

### 第十二青函丸
第8船。建造中に終戦を迎え、竣工は戦後であった。第十一青函丸同様、ボイラーは5缶で煙突は右舷2本左舷1本の計3本であった。船員居室の部屋割は高級船員室の一部に相部屋は残ったが、概ね第四青函丸の水準に戻り、さらに第四青函丸ではあった車両甲板下への船員居室設置もなくなった。終戦直後の青函航路の旅客輸送能力不足を補うため、建造中にデッキハウスが造設されたが、就航時から占領終了直前まで進駐軍専用船であった。1957年 （昭和32年）6月には、二重底新設、デッキハウス撤去、車両甲板船尾舷側外板下部への放水口設置工事を行い、車両渡船となった。

#### 沿革
- 1944年（昭和19年）4月 - 「改8線表」で建造承認　W8[49][77]
- 1945年（昭和20年）3月19日 - 起工
- 1946年（昭和21年）
  - 5月2日 - 竣工
  - 5月15日 - 就航。進駐軍専用船となった。
- 1947年（昭和22年）4月 – 前部デッキハウスに進駐軍用供食設備と将官室設置[146]
- 1948年（昭和23年）10月 - 主機換装（石川島2段減速歯車付衝動タービン2,250馬力2台）（浦賀船渠）[201]
- 1950年（昭和25年）4月22日 - 下り便運航中、濃霧で船位測定を誤り20時39分、穴澗岬に擱座。船首を大破し、甲板長死亡[258]、事故時の総トン数は3,233.79トン[259][260]
- 1952年（昭和27年） 4月1日 - GHQの占領終了に先立ち、進駐軍専用船指定解除。
- 1954年（昭和29年）
  - 9月26日 - 手入れのため函館港防波堤内で錨泊していた。洞爺丸台風による強風で、16時30分頃から、付近のブイに係留中のイタリア船籍の修繕船アーネスト号（7,341総トン）の係留鎖が切れ、単錨泊で走錨を始め、無動力状態のアーネスト号が20時10分頃本船船首を横切るように圧流されて、本船の錨を起こしたため、本船の走錨が始まり、船尾を浅野町の波除堤に接触しそうになり、21時25分防波堤外へ脱出、以後防波堤外で踟蹰して船位保持し、沈没を免れた[261]。
  - 9月27日 - 1202便（函館2岸13時20分発　青森1岸18時00分着のところ18時05分着）より復帰[262]
- 1956年（昭和31年）2月 - ボートダビット取替（函館ドック）[174]。
- 1957年（昭和32年）6月 - 二重底新設、デッキハウス撤去、車両甲板放水口設置、総トン数は2,927.42総トンとなる[259]（浦賀船渠）[263]
- 1959年（昭和34年）8月 - ストーカー装備（石川島重工）[217]、2,898.30総トン[259]
- 1965年（昭和40年）
  - 7月2日 - 109便（青森3岸18時45分発　函館3岸23時15分着）で終航[264]
  - 9月10日 - 三井物産へ売却[209]

## W型戦時標準船一覧表
|                   | 第五青函丸                                             | 第五青函丸                                             | 第五青函丸                                             | 第六青函丸                               | 第六青函丸                               | 第六青函丸                               | 第七青函丸                               | 第七青函丸                               | 第七青函丸                               | 第八青函丸                                               | 第八青函丸                                               | 第八青函丸                                               |
| 概歴              | 概歴                                                   | 概歴                                                   | 概歴                                                   | 概歴                                     | 概歴                                     | 概歴                                     | 概歴                                     | 概歴                                     | 概歴                                     | 概歴                                                     | 概歴                                                     | 概歴                                                     |
| ----------------- | ------------------------------------------------------ | ------------------------------------------------------ | ------------------------------------------------------ | ---------------------------------------- | ---------------------------------------- | ---------------------------------------- | ---------------------------------------- | ---------------------------------------- | ---------------------------------------- | -------------------------------------------------------- | -------------------------------------------------------- | -------------------------------------------------------- |
| 建造所            | 浦賀船渠                                               | 浦賀船渠                                               | 浦賀船渠                                               | 浦賀船渠                                 | 浦賀船渠                                 | 浦賀船渠                                 | 浦賀船渠                                 | 浦賀船渠                                 | 浦賀船渠                                 | 浦賀船渠                                                 | 浦賀船渠                                                 | 浦賀船渠                                                 |
| 起工              | 1943年（昭和18年）6月29日                              | 1943年（昭和18年）6月29日                              | 1943年（昭和18年）6月29日                              | 1943年（昭和18年）11月13日               | 1943年（昭和18年）11月13日               | 1943年（昭和18年）11月13日               | 1944年（昭和19年）3月11日                | 1944年（昭和19年）3月11日                | 1944年（昭和19年）3月11日                | 1944年（昭和19年）5月27日                                | 1944年（昭和19年）5月27日                                | 1944年（昭和19年）5月27日                                |
| 進水              | 1943年（昭和18年）11月10日                             | 1943年（昭和18年）11月10日                             | 1943年（昭和18年）11月10日                             | 1944年（昭和19年）1月31日                | 1944年（昭和19年）1月31日                | 1944年（昭和19年）1月31日                | 1944年（昭和19年）5月27日                | 1944年（昭和19年）5月27日                | 1944年（昭和19年）5月27日                | 1944年（昭和19年）8月25日                                | 1944年（昭和19年）8月25日                                | 1944年（昭和19年）8月25日                                |
| 竣工              | 1943年（昭和18年）12月29日                             | 1943年（昭和18年）12月29日                             | 1943年（昭和18年）12月29日                             | 1944年（昭和19年）3月7日                 | 1944年（昭和19年）3月7日                 | 1944年（昭和19年）3月7日                 | 1944年（昭和19年）7月10日                | 1944年（昭和19年）7月10日                | 1944年（昭和19年）7月10日                | 1944年（昭和19年）11月2日                                | 1944年（昭和19年）11月2日                                | 1944年（昭和19年）11月2日                                |
| 就航              | 1944年（昭和19年）1月14日                              | 1944年（昭和19年）1月14日                              | 1944年（昭和19年）1月14日                              | 1944年（昭和19年）3月19日                | 1944年（昭和19年）3月19日                | 1944年（昭和19年）3月19日                | 1944年（昭和19年）7月20日                | 1944年（昭和19年）7月20日                | 1944年（昭和19年）7月20日                | 1944年（昭和19年）11月22日                               | 1944年（昭和19年）11月22日                               | 1944年（昭和19年）11月22日                               |
| 終航              | 1945年（昭和20年）3月6日                               | 1945年（昭和20年）3月6日                               | 1945年（昭和20年）3月6日                               | 1964年（昭和39年）5月3日                 | 1964年（昭和39年）5月3日                 | 1964年（昭和39年）5月3日                 | 1964年（昭和39年）12月31日               | 1964年（昭和39年）12月31日               | 1964年（昭和39年）12月31日               | 1964年（昭和39年）11月30日                               | 1964年（昭和39年）11月30日                               | 1964年（昭和39年）11月30日                               |
| 要目（新造時）    |                                                        |                                                        |                                                        |                                          |                                          |                                          |                                          |                                          |                                          |                                                          |                                                          |                                                          |
| 船種              | 車両渡船                                               | 車両渡船                                               | 車両渡船                                               | 車両渡船                                 | 車両渡船                                 | 車両渡船                                 | 車両渡船                                 | 車両渡船                                 | 車両渡船                                 | 車両渡船                                                 | 車両渡船                                                 | 車両渡船                                                 |
| 総トン数          | 2,792.37トン                                           | 2,792.37トン                                           | 2,792.37トン                                           | 2,802.09トン                             | 2,802.09トン                             | 2,802.09トン                             | 2,850.99トン                             | 2,850.99トン                             | 2,850.99トン                             | 2,850.99トン                                             | 2,850.99トン                                             | 2,850.99トン                                             |
| 全長              | 118.01m                                                | 118.01m                                                | 118.01m                                                | 118.01m                                  | 118.01m                                  | 118.01m                                  | 118.01m                                  | 118.01m                                  | 118.01m                                  | 118.01m                                                  | 118.01m                                                  | 118.01m                                                  |
| 垂線間長          | 113.20m                                                | 113.20m                                                | 113.20m                                                | 113.20m                                  | 113.20m                                  | 113.20m                                  | 113.20m                                  | 113.20m                                  | 113.20m                                  | 113.20m                                                  | 113.20m                                                  | 113.20m                                                  |
| 幅（型）          | 15.85m                                                 | 15.85m                                                 | 15.85m                                                 | 15.85m                                   | 15.85m                                   | 15.85m                                   | 15.85m                                   | 15.85m                                   | 15.85m                                   | 15.85m                                                   | 15.85m                                                   | 15.85m                                                   |
| 深さ（型）        | 6.80m                                                  | 6.80m                                                  | 6.80m                                                  | 6.80m                                    | 6.80m                                    | 6.80m                                    | 6.80m                                    | 6.80m                                    | 6.80m                                    | 6.80m                                                    | 6.80m                                                    | 6.80m                                                    |
| 満載喫水          | 5.00m                                                  | 5.00m                                                  | 5.00m                                                  | 5.00m                                    | 5.00m                                    | 5.00m                                    | 5.00m                                    | 5.00m                                    | 5.00m                                    | 5.00m                                                    | 5.00m                                                    | 5.00m                                                    |
| ボイラー （台数） | 乾燃室円缶（4）                                        | 乾燃室円缶（4）                                        | 乾燃室円缶（4）                                        | 乾燃室円缶（ 過熱器なし）（4）           | 乾燃室円缶（ 過熱器なし）（4）           | 乾燃室円缶（ 過熱器なし）（4）           | 乾燃室円缶（ 過熱器なし）（4）           | 乾燃室円缶（ 過熱器なし）（4）           | 乾燃室円缶（ 過熱器なし）（4）           | 乾燃室円缶（ 過熱器なし）（4）                           | 乾燃室円缶（ 過熱器なし）（4）                           | 乾燃室円缶（ 過熱器なし）（4）                           |
| 主機械 （台数）   | 日立製作所製陸軍特務船用2段減速歯車付衝動タービン（2） | 日立製作所製陸軍特務船用2段減速歯車付衝動タービン（2） | 日立製作所製陸軍特務船用2段減速歯車付衝動タービン（2） | 浦賀船渠製2段減速歯車付衝動タービン（2） | 浦賀船渠製2段減速歯車付衝動タービン（2） | 浦賀船渠製2段減速歯車付衝動タービン（2） | 浦賀船渠製2段減速歯車付衝動タービン（2） | 浦賀船渠製2段減速歯車付衝動タービン（2） | 浦賀船渠製2段減速歯車付衝動タービン（2） | 日立製作所製戦時標準甲25型2段減速歯車付衝動タービン（2） | 日立製作所製戦時標準甲25型2段減速歯車付衝動タービン（2） | 日立製作所製戦時標準甲25型2段減速歯車付衝動タービン（2） |
| 公試最大出力      | 4,575軸馬力                                            | 4,575軸馬力                                            | 4,575軸馬力                                            | 4,080軸馬力                              | 4,080軸馬力                              | 4,080軸馬力                              | 4,185軸馬力                              | 4,185軸馬力                              | 4,185軸馬力                              | 4,170軸馬力                                              | 4,170軸馬力                                              | 4,170軸馬力                                              |
| 定格出力          | 2,250軸馬力×2                                          | 2,250軸馬力×2                                          | 2,250軸馬力×2                                          | 2,250軸馬力×2                            | 2,250軸馬力×2                            | 2,250軸馬力×2                            | 2,250軸馬力×2                            | 2,250軸馬力×2                            | 2,250軸馬力×2                            | 2,000軸馬力×2                                            | 2,000軸馬力×2                                            | 2,000軸馬力×2                                            |
| 公試最大速力      | 17.01ノット                                            | 17.01ノット                                            | 17.01ノット                                            | 16.99ノット                              | 16.99ノット                              | 16.99ノット                              | 17.07ノット                              | 17.07ノット                              | 17.07ノット                              | 17.31ノット                                              | 17.31ノット                                              | 17.31ノット                                              |
| 航海速力          | 15.5ノット                                             | 15.5ノット                                             | 15.5ノット                                             | 15.5ノット                               | 15.5ノット                               | 15.5ノット                               | 15.5ノット                               | 15.5ノット                               | 15.5ノット                               | 15.5ノット                                               | 15.5ノット                                               | 15.5ノット                                               |
| 乗組員            | 76名                                                   | 76名                                                   | 76名                                                   | 85名                                     | 85名                                     | 85名                                     | 83名                                     | 83名                                     | 83名                                     | 83名                                                     | 83名                                                     | 83名                                                     |
| その他            |                                                        |                                                        |                                                        | 17名                                     | 17名                                     | 17名                                     | 17名                                     | 17名                                     | 17名                                     | 17名                                                     | 17名                                                     | 17名                                                     |
| 車両積載数        | ワム換算44両                                           | ワム換算44両                                           | ワム換算44両                                           | ワム換算44両                             | ワム換算44両                             | ワム換算44両                             | ワム換算44両                             | ワム換算44両                             | ワム換算44両                             | ワム換算44両                                             | ワム換算44両                                             | ワム換算44両                                             |
| 船名符字          | JGVT                                                   | JGVT                                                   | JGVT                                                   | JWNT （JJEC）                            | JWNT （JJEC）                            | JWNT （JJEC）                            | JGHV                                     | JGHV                                     | JGHV                                     | JECA                                                     | JECA                                                     | JECA                                                     |
|                   | 第五青函丸                                             | 第五青函丸                                             | 第五青函丸                                             | 第六青函丸                               | 第六青函丸                               | 第六青函丸                               | 第七青函丸                               | 第七青函丸                               | 第七青函丸                               | 第八青函丸                                               | 第八青函丸                                               | 第八青函丸                                               |

|                   | 第九青函丸                                               | 第九青函丸                                               | 第九青函丸                                               | 第十青函丸                                               | 第十青函丸                                               | 第十青函丸                                               | 第十一青函丸                                             | 第十一青函丸                                             | 第十一青函丸                                             | 第十二青函丸                                             | 第十二青函丸                                             | 第十二青函丸                                             |
| 概歴              | 概歴                                                     | 概歴                                                     | 概歴                                                     | 概歴                                                     | 概歴                                                     | 概歴                                                     | 概歴                                                     | 概歴                                                     | 概歴                                                     | 概歴                                                     | 概歴                                                     | 概歴                                                     |
| ----------------- | -------------------------------------------------------- | -------------------------------------------------------- | -------------------------------------------------------- | -------------------------------------------------------- | -------------------------------------------------------- | -------------------------------------------------------- | -------------------------------------------------------- | -------------------------------------------------------- | -------------------------------------------------------- | -------------------------------------------------------- | -------------------------------------------------------- | -------------------------------------------------------- |
| 建造所            | 浦賀船渠                                                 | 浦賀船渠                                                 | 浦賀船渠                                                 | 浦賀船渠                                                 | 浦賀船渠                                                 | 浦賀船渠                                                 | 浦賀船渠                                                 | 浦賀船渠                                                 | 浦賀船渠                                                 | 浦賀船渠                                                 | 浦賀船渠                                                 | 浦賀船渠                                                 |
| 起工              | 1944年（昭和19年）7月15日                                | 1944年（昭和19年）7月15日                                | 1944年（昭和19年）7月15日                                | 1944年（昭和19年）12月23日                               | 1944年（昭和19年）12月23日                               | 1944年（昭和19年）12月23日                               | 1945年（昭和20年）2月3日                                 | 1945年（昭和20年）2月3日                                 | 1945年（昭和20年）2月3日                                 | 1945年（昭和20年）3月19日                                | 1945年（昭和20年）3月19日                                | 1945年（昭和20年）3月19日                                |
| 進水              | 1944年（昭和19年）12月23日                               | 1944年（昭和19年）12月23日                               | 1944年（昭和19年）12月23日                               | 1945年（昭和20年）3月14日                                | 1945年（昭和20年）3月14日                                | 1945年（昭和20年）3月14日                                | 1945年（昭和20年）6月8日                                 | 1945年（昭和20年）6月8日                                 | 1945年（昭和20年）6月8日                                 | 1945年（昭和20年）12月27日                               | 1945年（昭和20年）12月27日                               | 1945年（昭和20年）12月27日                               |
| 竣工              | 1945年（昭和20年）2月15日                                | 1945年（昭和20年）2月15日                                | 1945年（昭和20年）2月15日                                | 1945年（昭和20年）5月19日                                | 1945年（昭和20年）5月19日                                | 1945年（昭和20年）5月19日                                | 1945年（昭和20年）9月28日                                | 1945年（昭和20年）9月28日                                | 1945年（昭和20年）9月28日                                | 1946年（昭和21年）5月2日                                 | 1946年（昭和21年）5月2日                                 | 1946年（昭和21年）5月2日                                 |
| 就航              |                                                          |                                                          |                                                          | 1945年（昭和20年）6月1日                                 | 1945年（昭和20年）6月1日                                 | 1945年（昭和20年）6月1日                                 | 1945年（昭和20年）10月9日                                | 1945年（昭和20年）10月9日                                | 1945年（昭和20年）10月9日                                | 1946年（昭和21年）5月15日                                | 1946年（昭和21年）5月15日                                | 1946年（昭和21年）5月15日                                |
| 終航              | 1945年（昭和20年）2月27日（回航中沈没）                  | 1945年（昭和20年）2月27日（回航中沈没）                  | 1945年（昭和20年）2月27日（回航中沈没）                  | 1945年（昭和20年）7月14日                                | 1945年（昭和20年）7月14日                                | 1945年（昭和20年）7月14日                                | 1954年（昭和29年）9月26日                                | 1954年（昭和29年）9月26日                                | 1954年（昭和29年）9月26日                                | 1965年（昭和40年）7月2日                                 | 1965年（昭和40年）7月2日                                 | 1965年（昭和40年）7月2日                                 |
| 要目（新造時）    |                                                          |                                                          |                                                          |                                                          |                                                          |                                                          |                                                          |                                                          |                                                          |                                                          |                                                          |                                                          |
| 船種              | 車両渡船                                                 | 車両渡船                                                 | 車両渡船                                                 | 車両渡船                                                 | 車両渡船                                                 | 車両渡船                                                 | 車両渡船                                                 | 車両渡船                                                 | 車両渡船                                                 | 客載車両渡船                                             | 客載車両渡船                                             | 客載車両渡船                                             |
| 総トン数          | 2,850.99トン                                             | 2,850.99トン                                             | 2,850.99トン                                             | 2,850.99トン                                             | 2,850.99トン                                             | 2,850.99トン                                             | 2,850.71トン                                             | 2,850.71トン                                             | 2,850.71トン                                             | 3,161.44トン                                             | 3,161.44トン                                             | 3,161.44トン                                             |
| 全長              | 118.01m                                                  | 118.01m                                                  | 118.01m                                                  | 118.01m                                                  | 118.01m                                                  | 118.01m                                                  | 118.01m                                                  | 118.01m                                                  | 118.01m                                                  | 118.01m                                                  | 118.01m                                                  | 118.01m                                                  |
| 垂線間長          | 113.20m                                                  | 113.20m                                                  | 113.20m                                                  | 113.20m                                                  | 113.20m                                                  | 113.20m                                                  | 113.20m                                                  | 113.20m                                                  | 113.20m                                                  | 113.20m                                                  | 113.20m                                                  | 113.20m                                                  |
| 幅（型）          | 15.85m                                                   | 15.85m                                                   | 15.85m                                                   | 15.85m                                                   | 15.85m                                                   | 15.85m                                                   | 15.85m                                                   | 15.85m                                                   | 15.85m                                                   | 15.85m                                                   | 15.85m                                                   | 15.85m                                                   |
| 深さ（型）        | 6.80m                                                    | 6.80m                                                    | 6.80m                                                    | 6.80m                                                    | 6.80m                                                    | 6.80m                                                    | 6.80m                                                    | 6.80m                                                    | 6.80m                                                    | 6.80m                                                    | 6.80m                                                    | 6.80m                                                    |
| 満載喫水          | 5.00m                                                    | 5.00m                                                    | 5.00m                                                    | 5.00m                                                    | 5.00m                                                    | 5.00m                                                    | 5.00m                                                    | 5.00m                                                    | 5.00m                                                    | 5.00m                                                    | 5.00m                                                    | 5.00m                                                    |
| ボイラー （台数） | 乾燃室円缶（ 過熱器なし）（4）                           | 乾燃室円缶（ 過熱器なし）（4）                           | 乾燃室円缶（ 過熱器なし）（4）                           | 乾燃室円缶（ 過熱器なし）（4）                           | 乾燃室円缶（ 過熱器なし）（4）                           | 乾燃室円缶（ 過熱器なし）（4）                           | 乾燃室円缶（ 過熱器なし）（5）                           | 乾燃室円缶（ 過熱器なし）（5）                           | 乾燃室円缶（ 過熱器なし）（5）                           | 乾燃室円缶（ 過熱器なし）（5）                           | 乾燃室円缶（ 過熱器なし）（5）                           | 乾燃室円缶（ 過熱器なし）（5）                           |
| 主機械 （台数）   | 日立製作所製戦時標準甲25型2段減速歯車付衝動タービン（2） | 日立製作所製戦時標準甲25型2段減速歯車付衝動タービン（2） | 日立製作所製戦時標準甲25型2段減速歯車付衝動タービン（2） | 日立製作所製戦時標準甲25型2段減速歯車付衝動タービン（2） | 日立製作所製戦時標準甲25型2段減速歯車付衝動タービン（2） | 日立製作所製戦時標準甲25型2段減速歯車付衝動タービン（2） | 日立製作所製戦時標準甲25型2段減速歯車付衝動タービン（2） | 日立製作所製戦時標準甲25型2段減速歯車付衝動タービン（2） | 日立製作所製戦時標準甲25型2段減速歯車付衝動タービン（2） | 日立製作所製戦時標準甲25型2段減速歯車付衝動タービン（2） | 日立製作所製戦時標準甲25型2段減速歯車付衝動タービン（2） | 日立製作所製戦時標準甲25型2段減速歯車付衝動タービン（2） |
| 公試最大出力      | 4,255軸馬力                                              | 4,255軸馬力                                              | 4,255軸馬力                                              | 計測せず                                                 | 計測せず                                                 | 計測せず                                                 | 4,175軸馬力                                              | 4,175軸馬力                                              | 4,175軸馬力                                              | 4,510軸馬力                                              | 4,510軸馬力                                              | 4,510軸馬力                                              |
| 定格出力          | 2,000軸馬力×2                                            | 2,000軸馬力×2                                            | 2,000軸馬力×2                                            | 2,000軸馬力×2                                            | 2,000軸馬力×2                                            | 2,000軸馬力×2                                            | 2,000軸馬力×2                                            | 2,000軸馬力×2                                            | 2,000軸馬力×2                                            | 2,000軸馬力×2                                            | 2,000軸馬力×2                                            | 2,000軸馬力×2                                            |
| 公試最大速力      | 17.59ノット                                              | 17.59ノット                                              | 17.59ノット                                              | 17.30ノット                                              | 17.30ノット                                              | 17.30ノット                                              | 16.72ノット                                              | 16.72ノット                                              | 16.72ノット                                              | 17.08ノット                                              | 17.08ノット                                              | 17.08ノット                                              |
| 航海速力          | 15.5ノット                                               | 15.5ノット                                               | 15.5ノット                                               | 15.5ノット                                               | 15.5ノット                                               | 15.5ノット                                               | 不詳                                                     | 不詳                                                     | 不詳                                                     | 不詳                                                     | 不詳                                                     | 不詳                                                     |
| 乗組員            |                                                          |                                                          |                                                          |                                                          |                                                          |                                                          | 89名                                                     | 89名                                                     | 89名                                                     | 88名                                                     | 88名                                                     | 88名                                                     |
| その他            |                                                          |                                                          |                                                          |                                                          |                                                          |                                                          | 17名                                                     | 17名                                                     | 17名                                                     | 267名                                                    | 267名                                                    | 267名                                                    |
| 旅客定員          |                                                          |                                                          |                                                          |                                                          |                                                          |                                                          |                                                          |                                                          |                                                          | 279名                                                    | 279名                                                    | 279名                                                    |
| 車両積載数        | ワム換算44両                                             | ワム換算44両                                             | ワム換算44両                                             | ワム換算44両                                             | ワム換算44両                                             | ワム換算44両                                             | ワム換算44両                                             | ワム換算44両                                             | ワム換算44両                                             | ワム換算44両                                             | ワム換算44両                                             | ワム換算44両                                             |
| 船名符字          | JFWA                                                     | JFWA                                                     | JFWA                                                     | JYFF                                                     | JYFF                                                     | JYFF                                                     | JLLW                                                     | JLLW                                                     | JLLW                                                     | JWEZ（JHRC）                                             | JWEZ（JHRC）                                             | JWEZ（JHRC）                                             |
|                   | 第九青函丸                                               | 第九青函丸                                               | 第九青函丸                                               | 第十青函丸                                               | 第十青函丸                                               | 第十青函丸                                               | 第十一青函丸                                             | 第十一青函丸                                             | 第十一青函丸                                             | 第十二青函丸                                             | 第十二青函丸                                             | 第十二青函丸                                             |